# Araneus
Araneus Clerck, 1757 è un genere di ragni appartenente alla famiglia Araneidae.

## Etimologia
Il nome deriva dal latino arāneus, "ragno" da confrontare col greco ἀράχνη, aráchnē, "ragno", come prestito oppure come derivazione da una lingua comune sconosciuta.

## Caratteristiche
È il ragno per antonomasia, sia per la costruzione delle classiche ragnatele con ragno al centro, sia per le dimensioni, in genere più che apprezzabili a occhio nudo; sia, infine, per la presenza delle sue specie in tutto il mondo.
I ragni di questo genere presentano un dimorfismo sessuale molto marcato: i maschi infatti sono di dimensioni pari a 1⁄3 o 1⁄4 delle femmine ed è piuttosto raro fra tutti i ragni tessitori di tele. I maschi solitamente si distinguono anche fisicamente dalle femmine avendo l'opistosoma di forma allungata, zampe più allungate in proporzione al corpo e l'incapacità di predare e consumare prede più grandi di lui.
Nelle femmine l'epigino mostra un'appendice piuttosto lunga, mentre i pedipalpi dei maschi hanno la parte terminale a forma di gancio.

## Distribuzione
Le 577 specie note di questo genere lo rendono cosmopolita a tutti gli effetti.

## Tassonomia

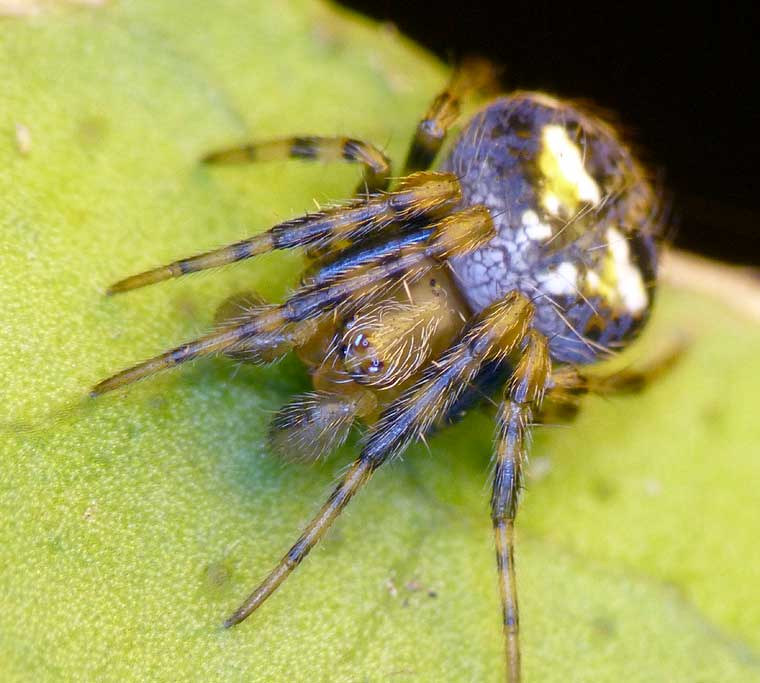
Araneus albotriangulus

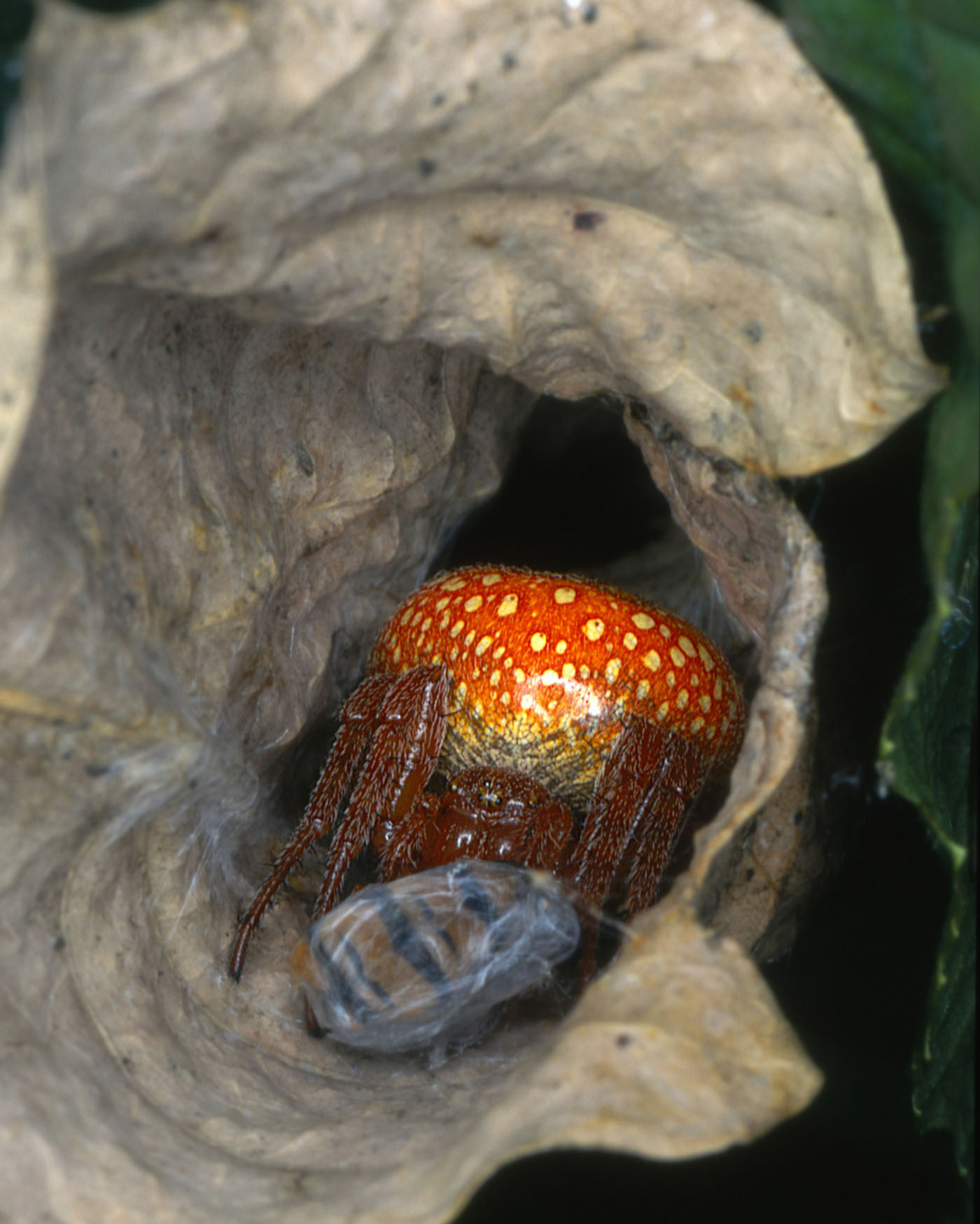
Araneus alsine

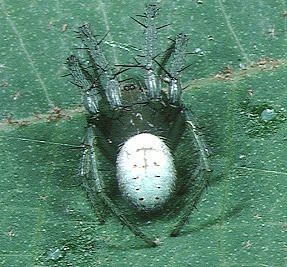
Araneus amabilis, maschio

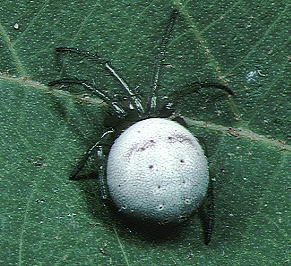
Araneus amabilis, femmina

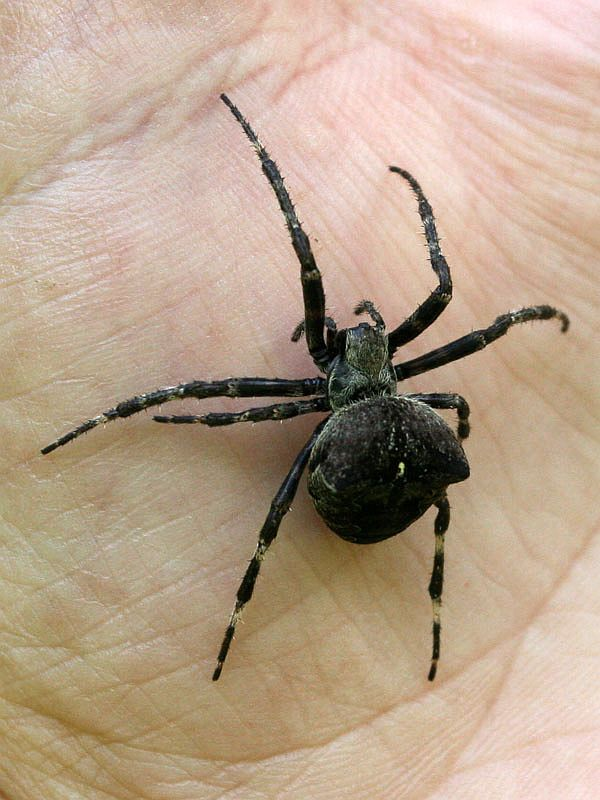
Araneus angulatus

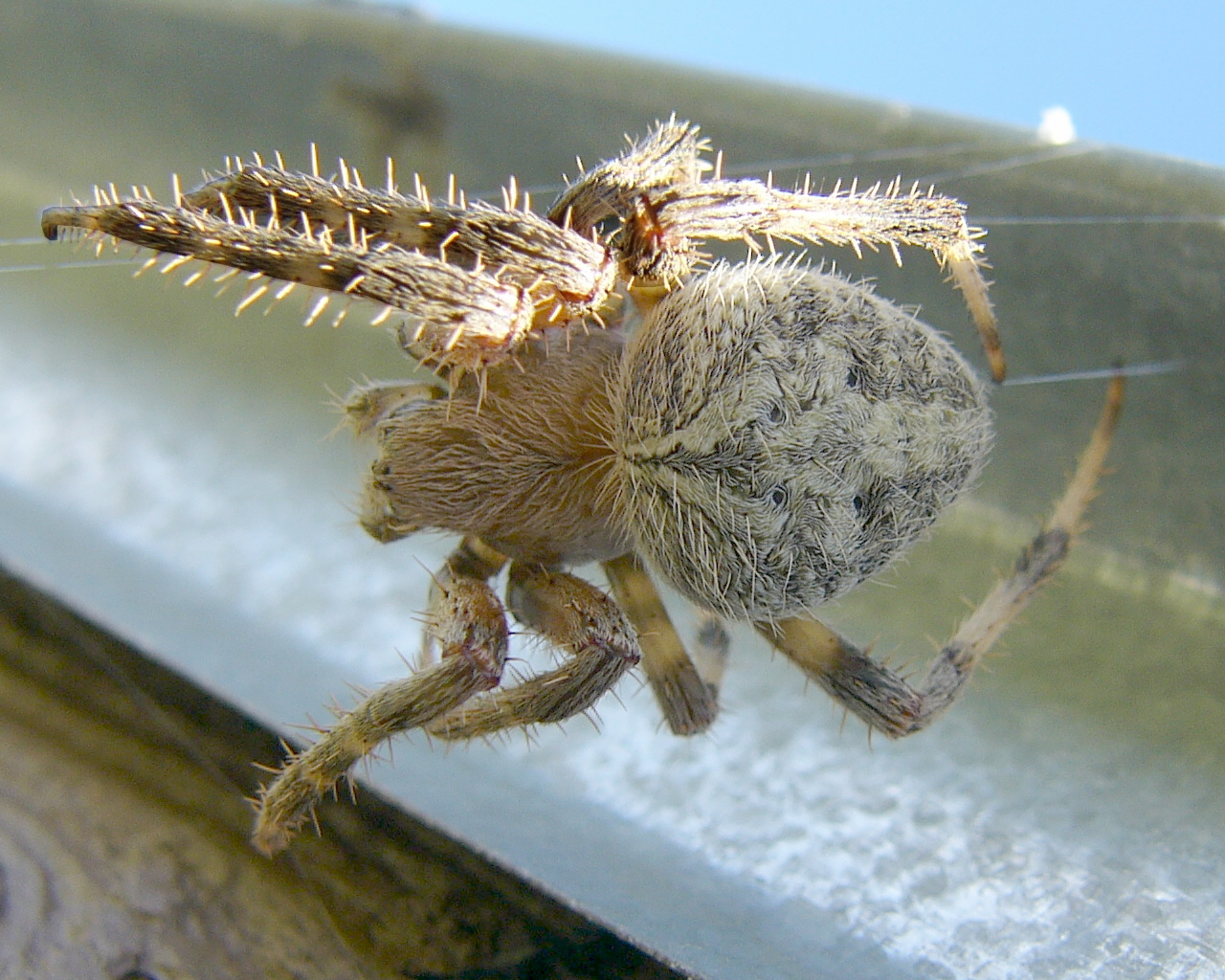
Araneus cavaticus

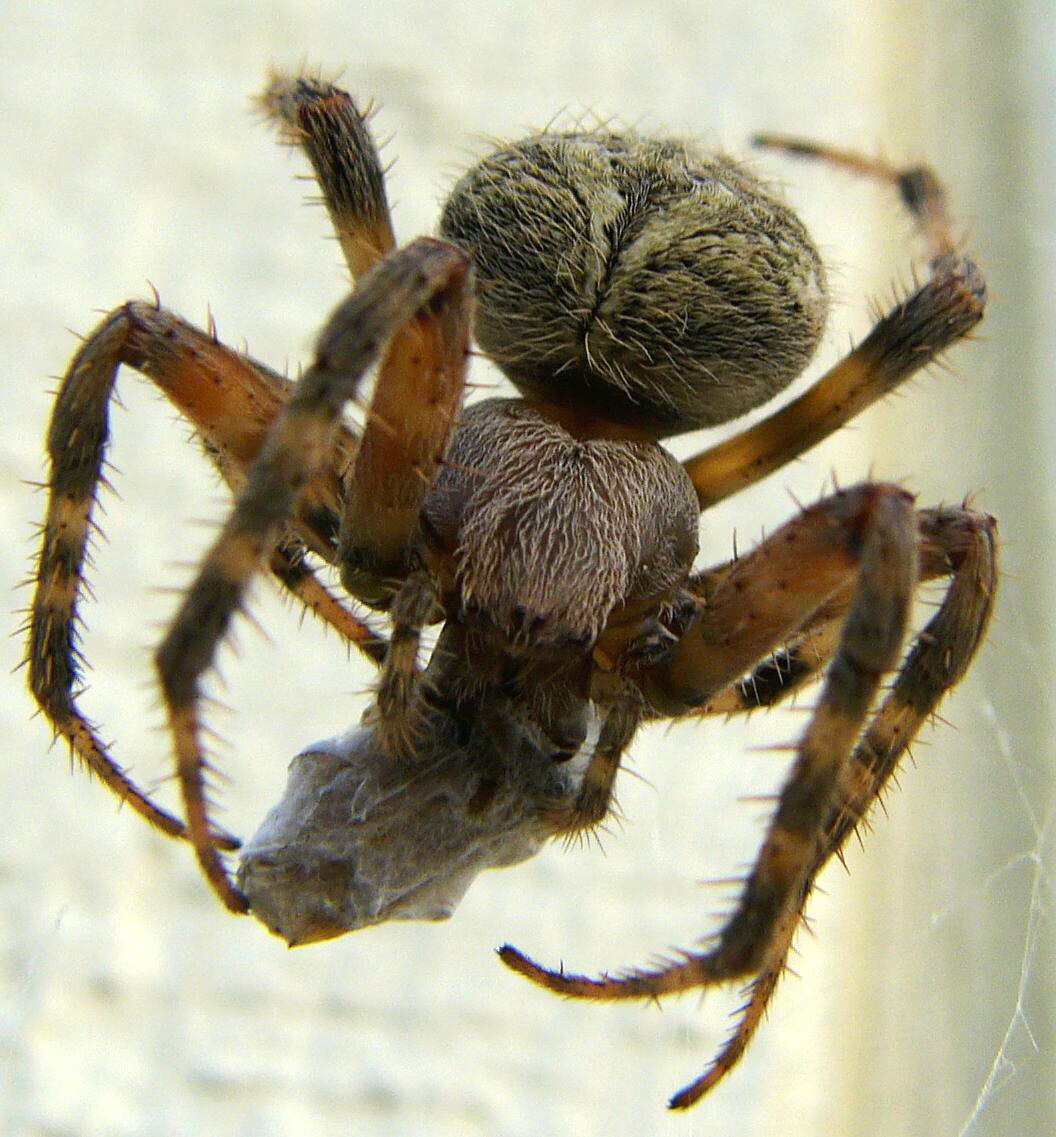
Araneus cavaticus

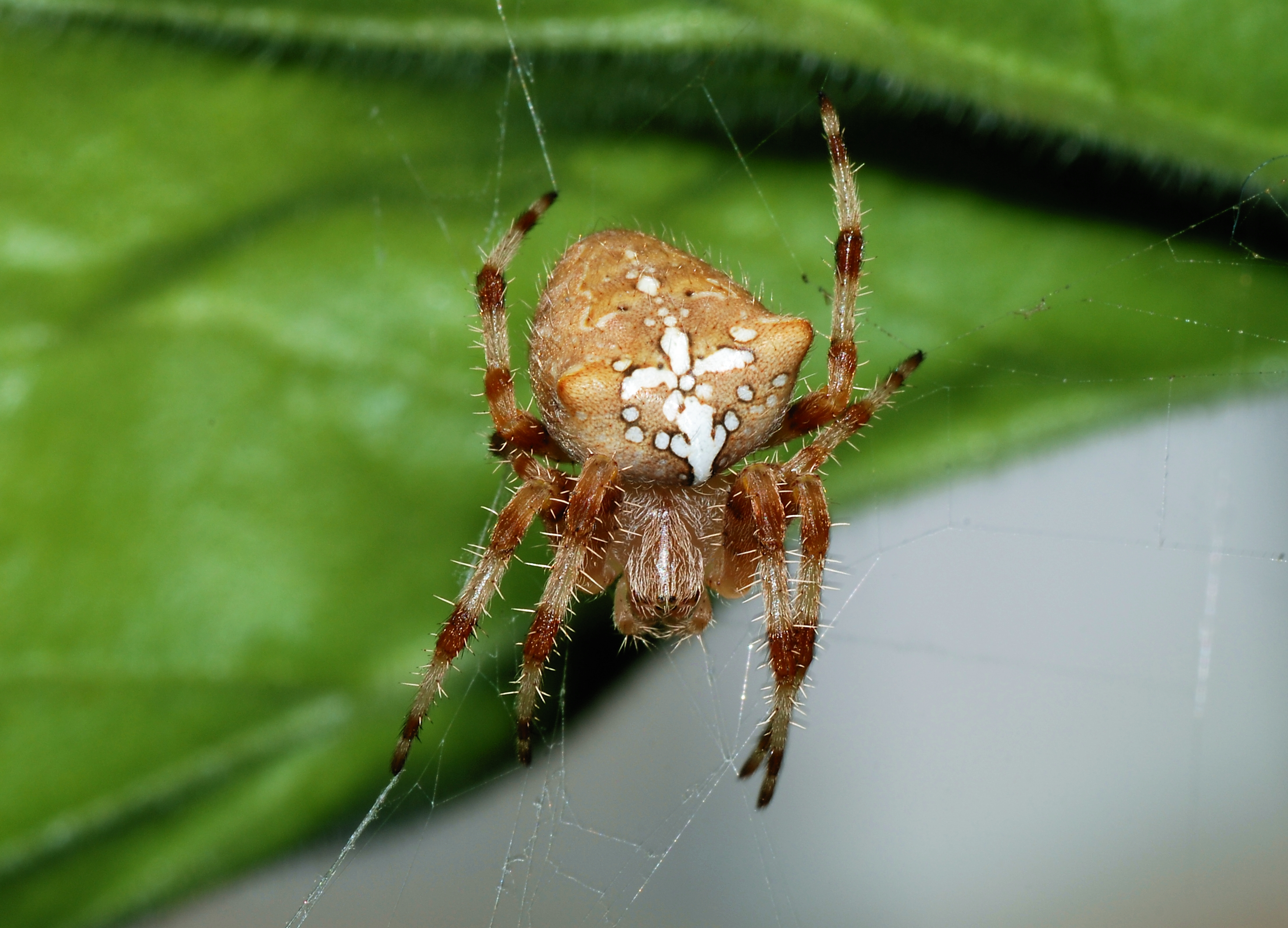
Araneus diadematus

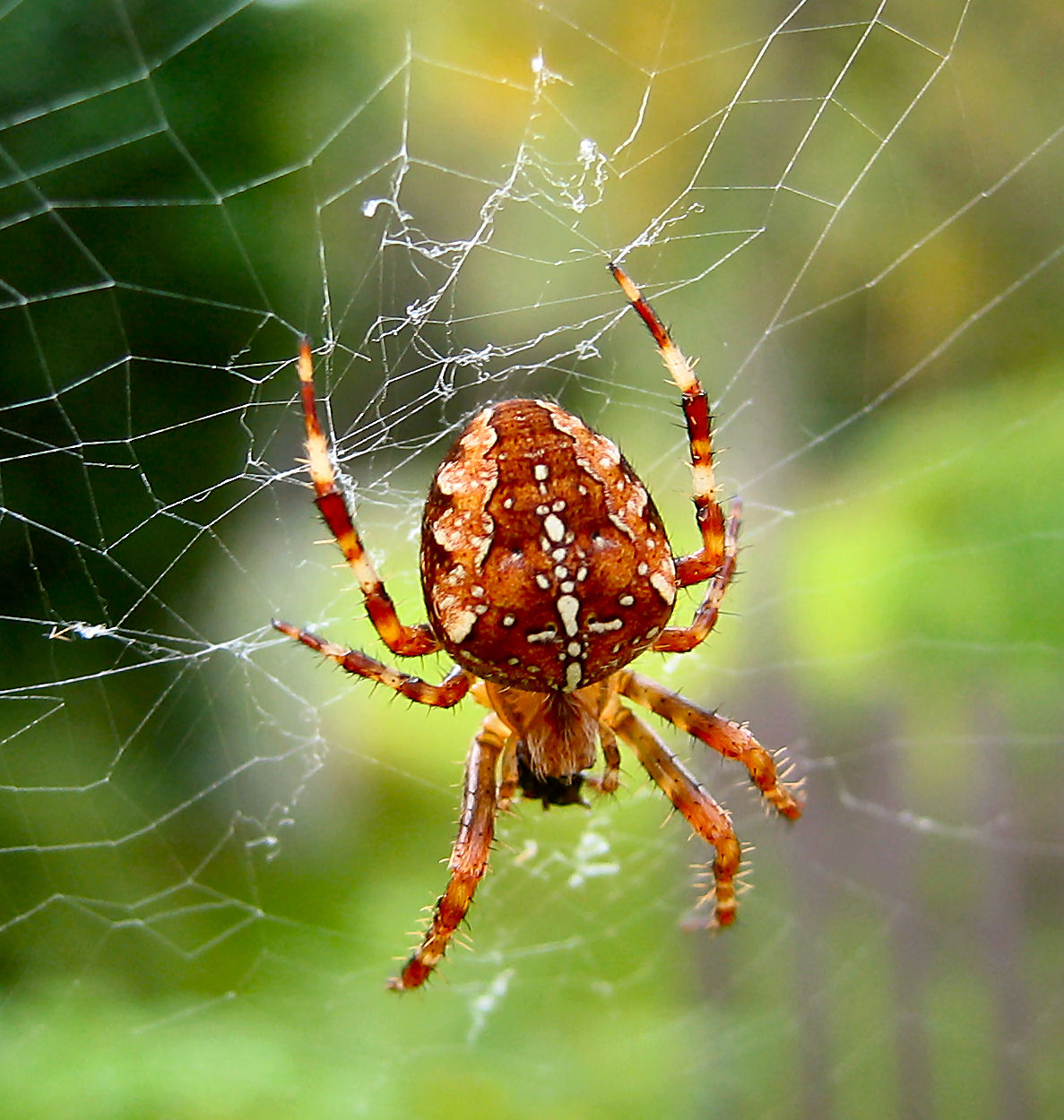
Araneus diadematus, femmina

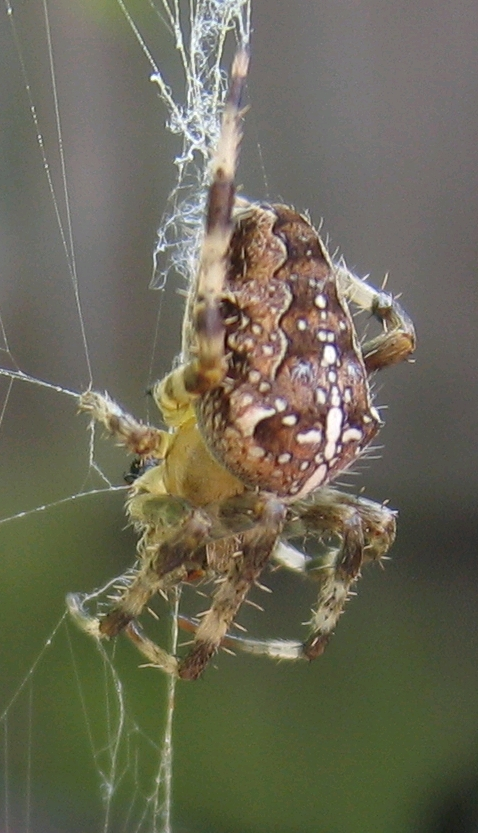
Araneus diadematus

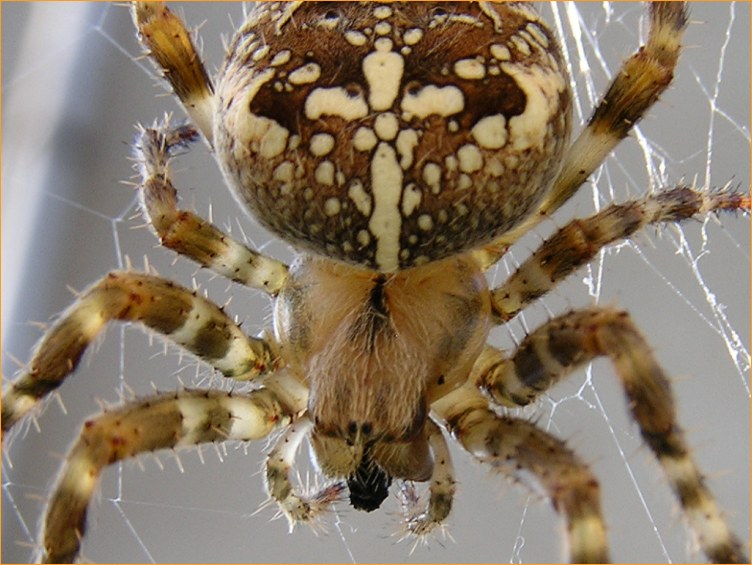
Araneus diadematus, particolare

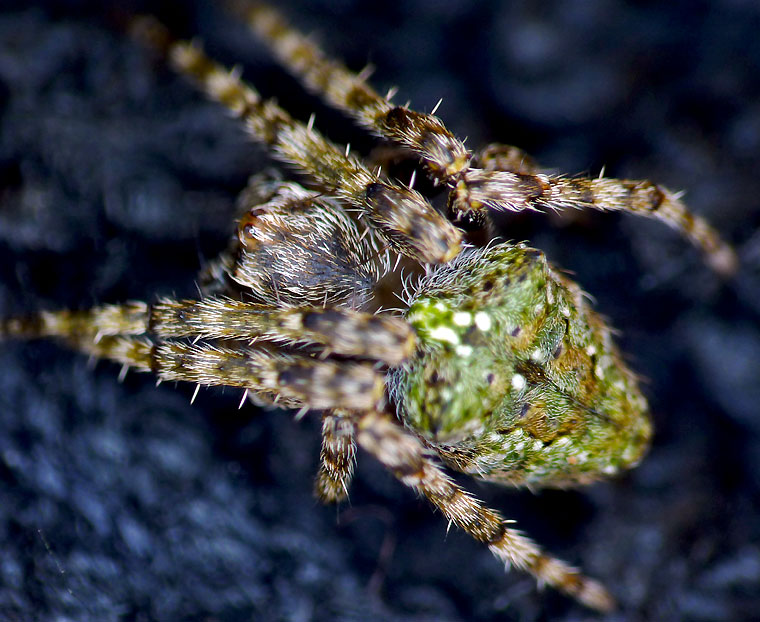
Araneus eburnus

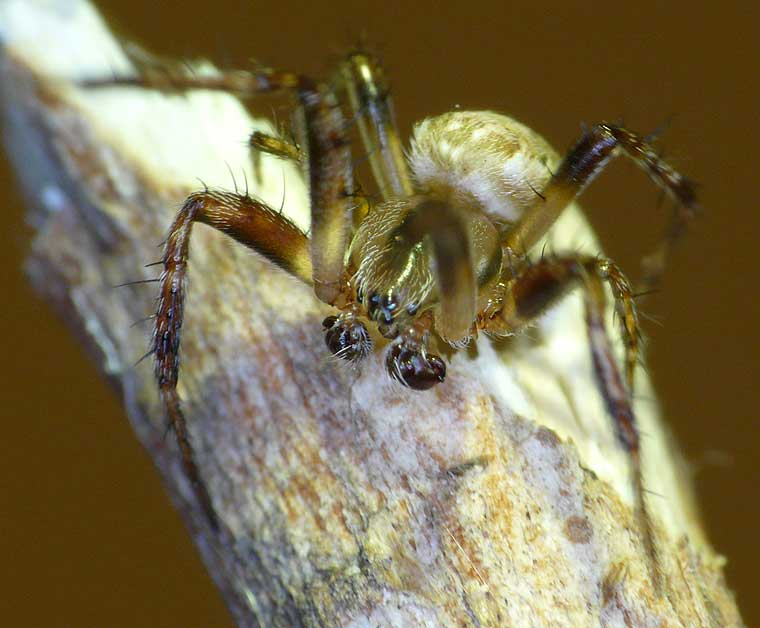
Araneus eburnus, maschio

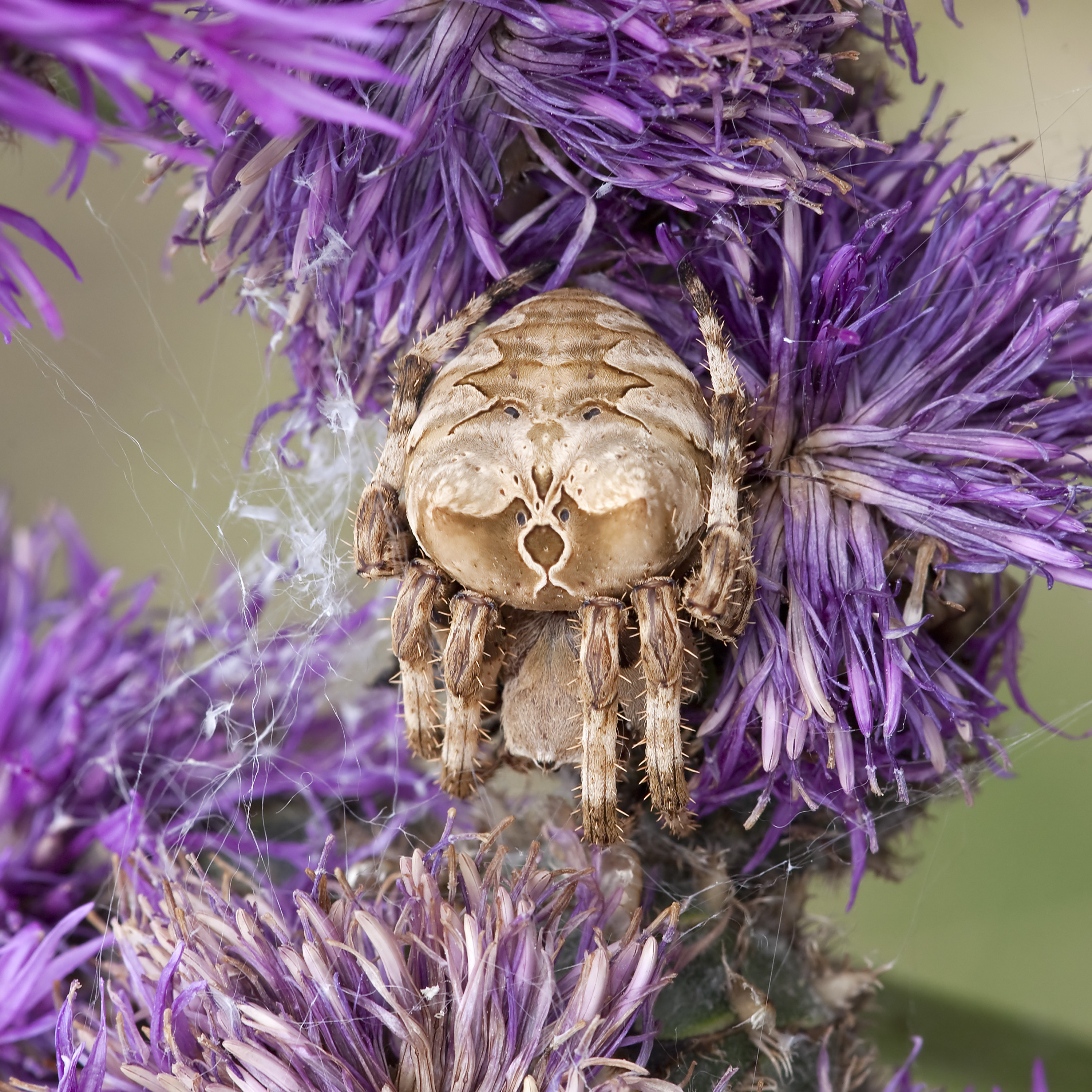
Araneus grossus

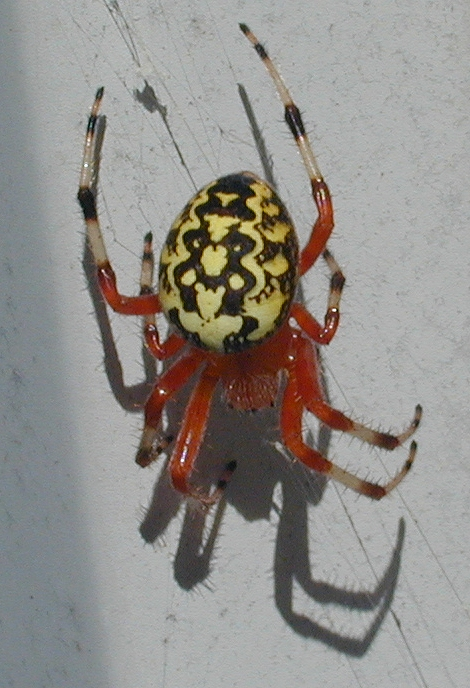
Araneus marmoreus, femmina

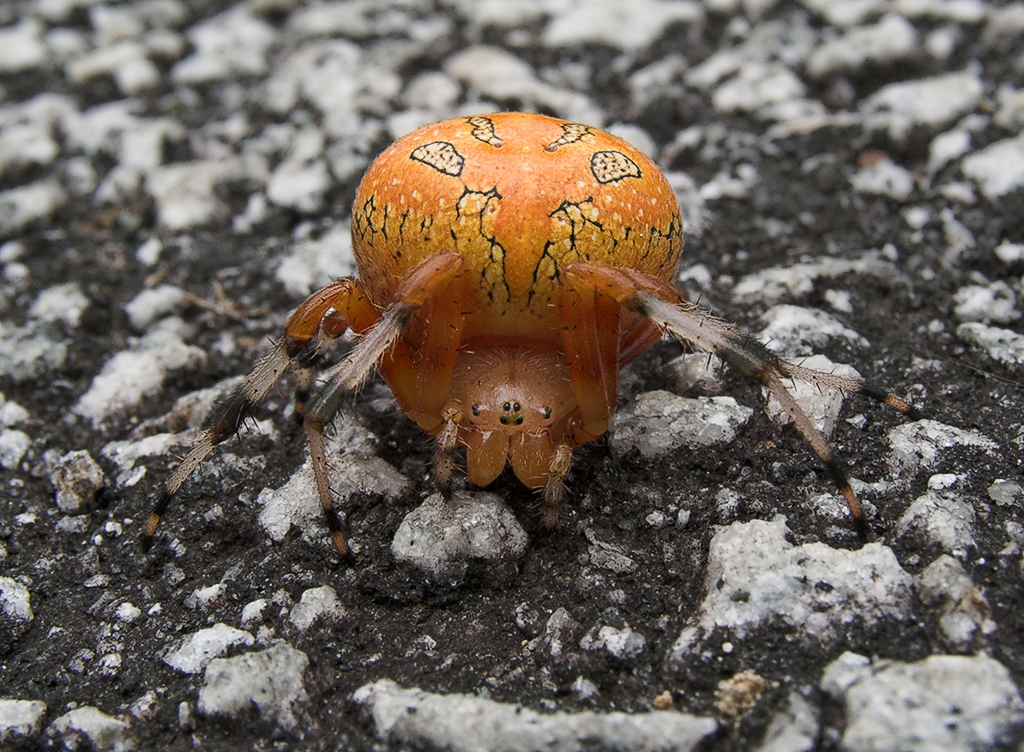
Araneus marmoreus

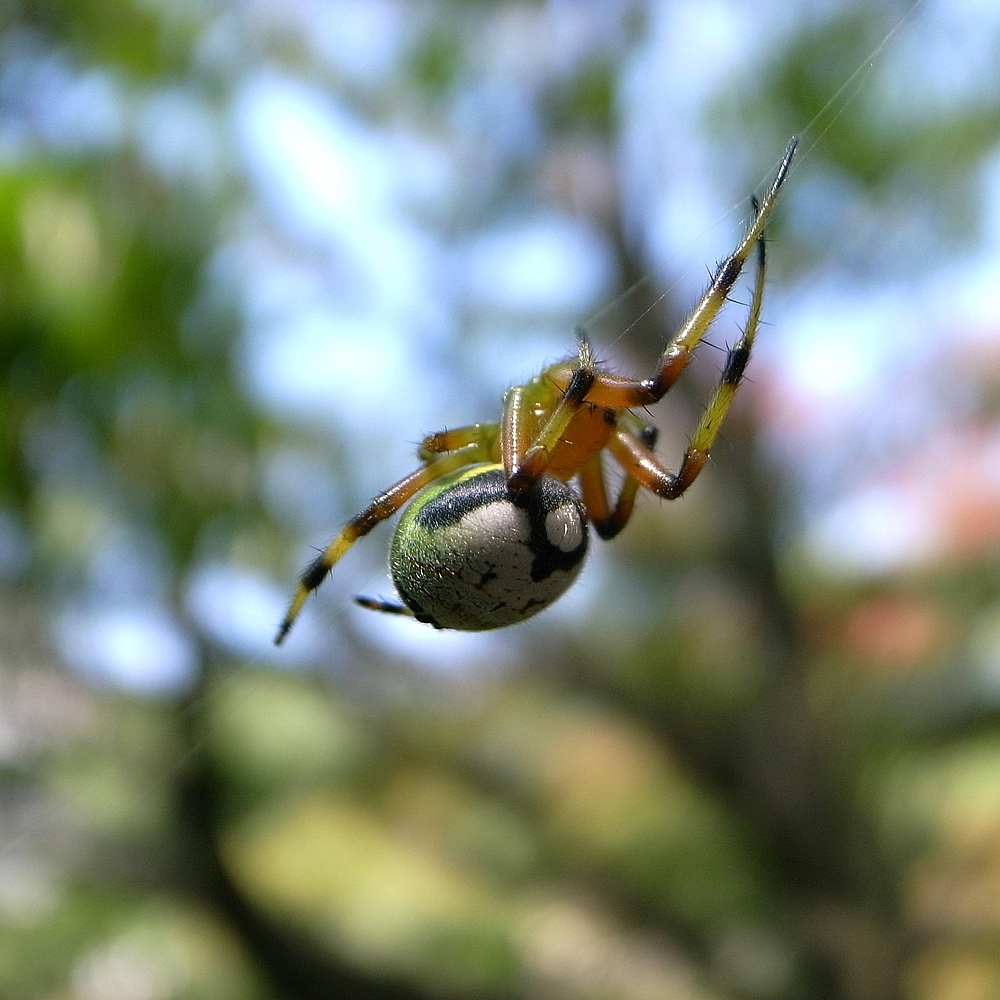
Araneus mitificus

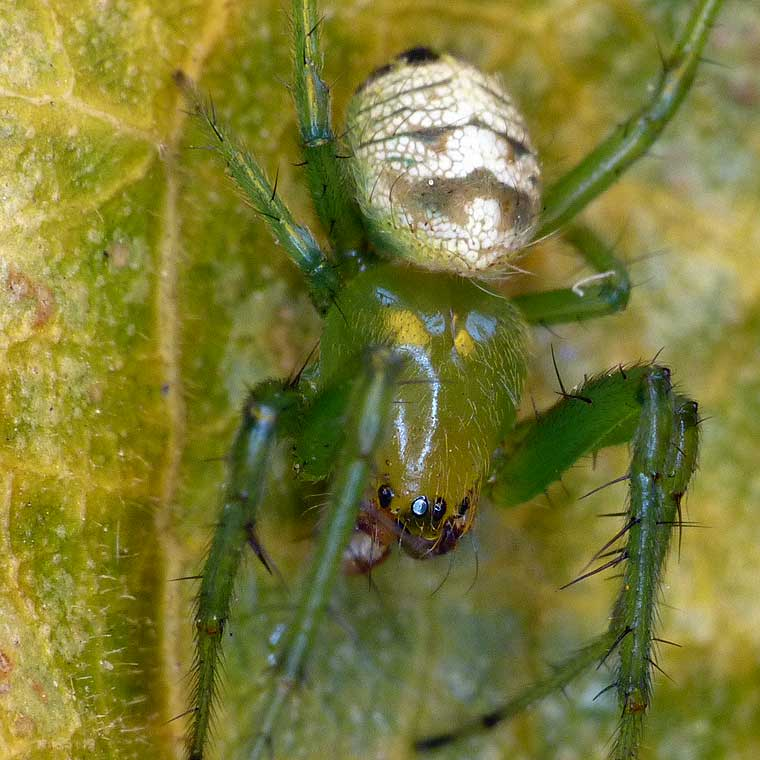
Araneus praesignis

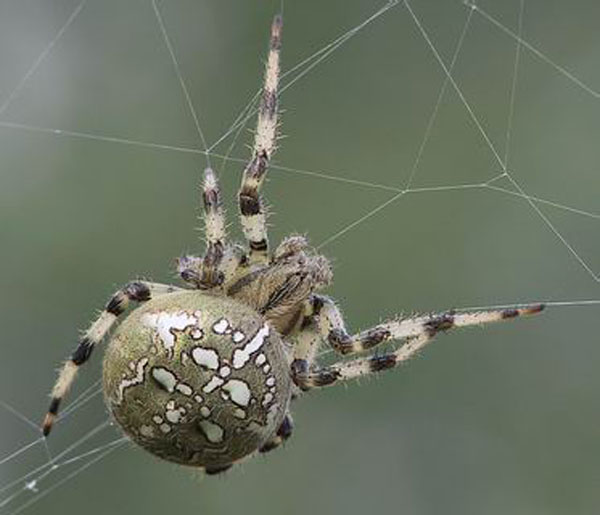
Araneus quadratus

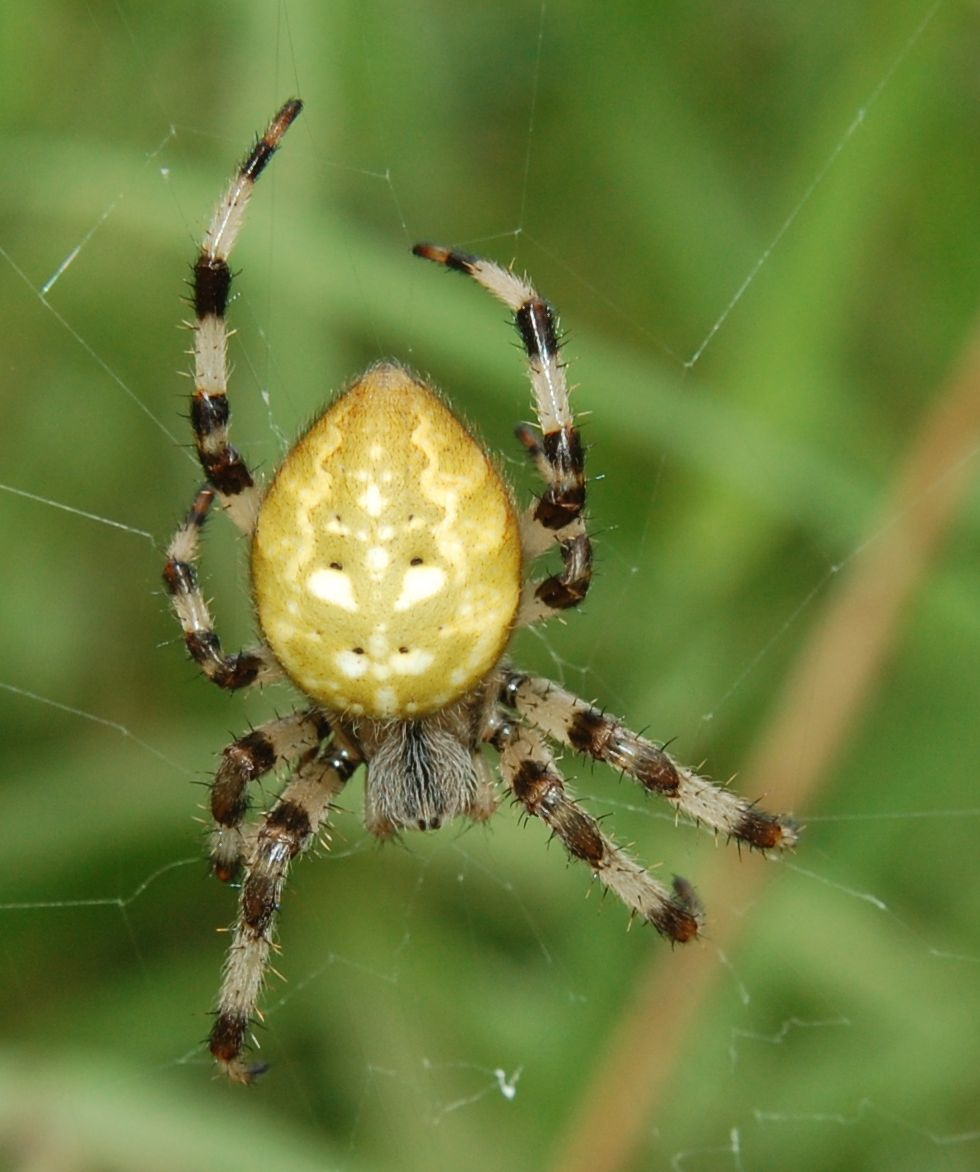
Araneus quadratus

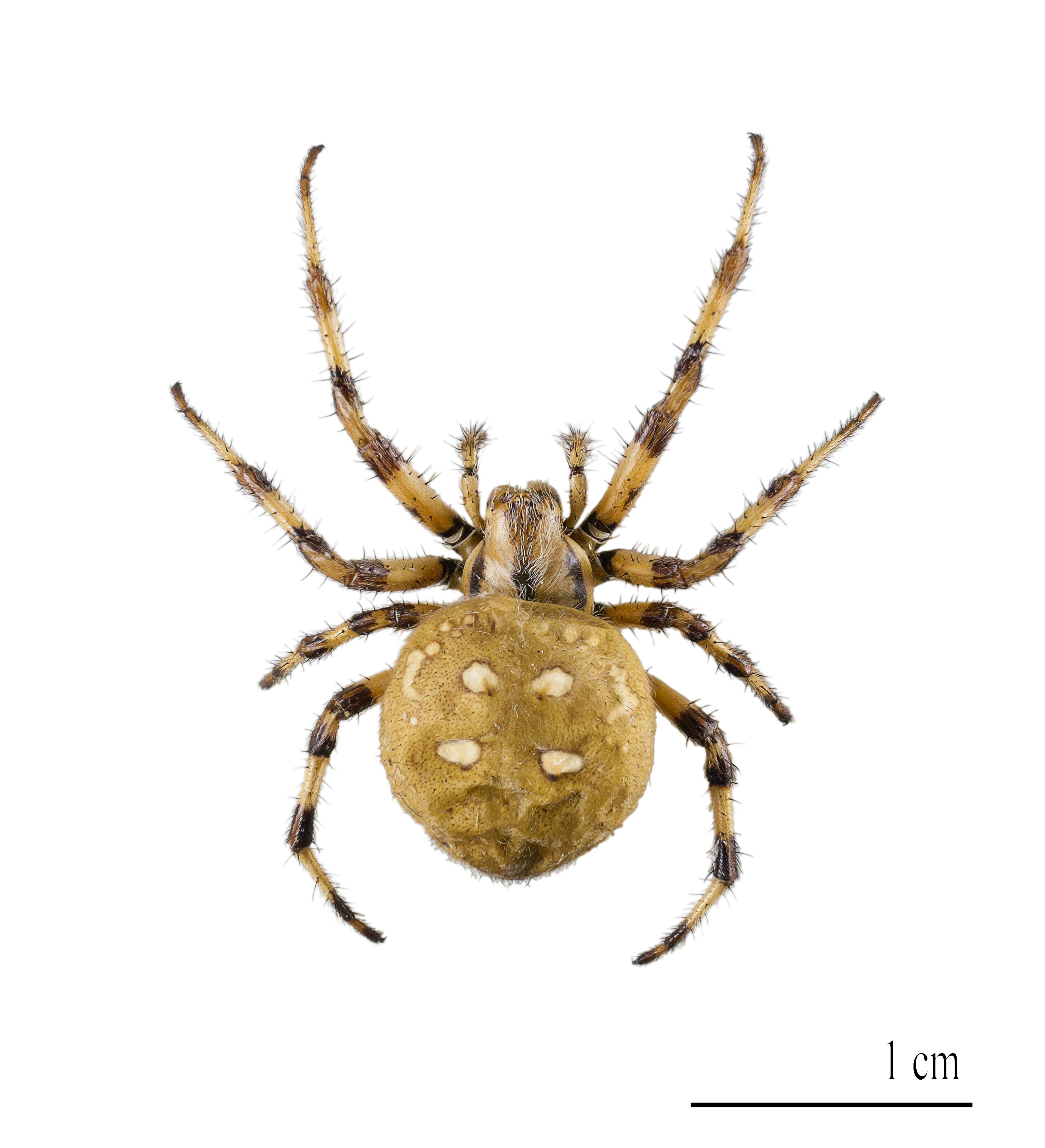
Araneus quadratus

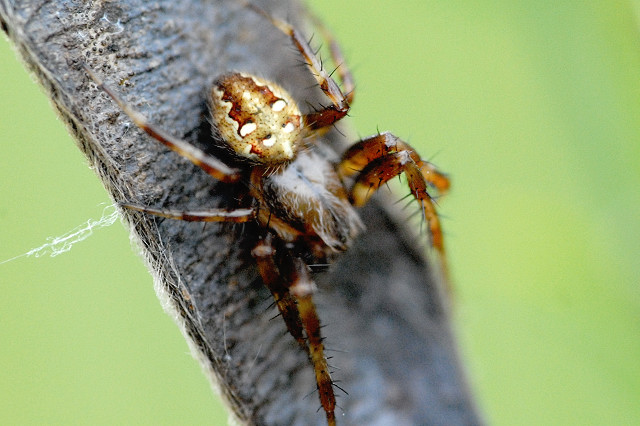
Araneus quadratus, maschio

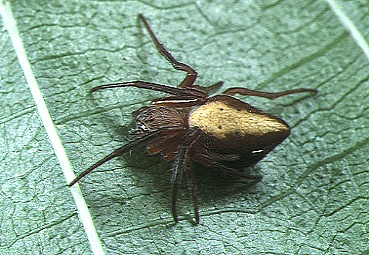
Araneus ryukyuanus, femmina

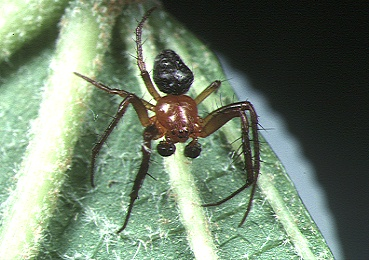
Araneus ryukyuanus, maschio

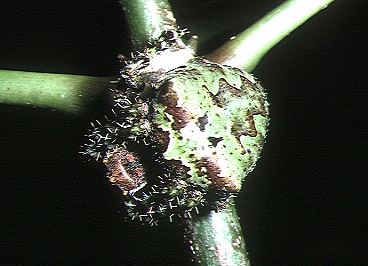
Araneus seminiger, femmina

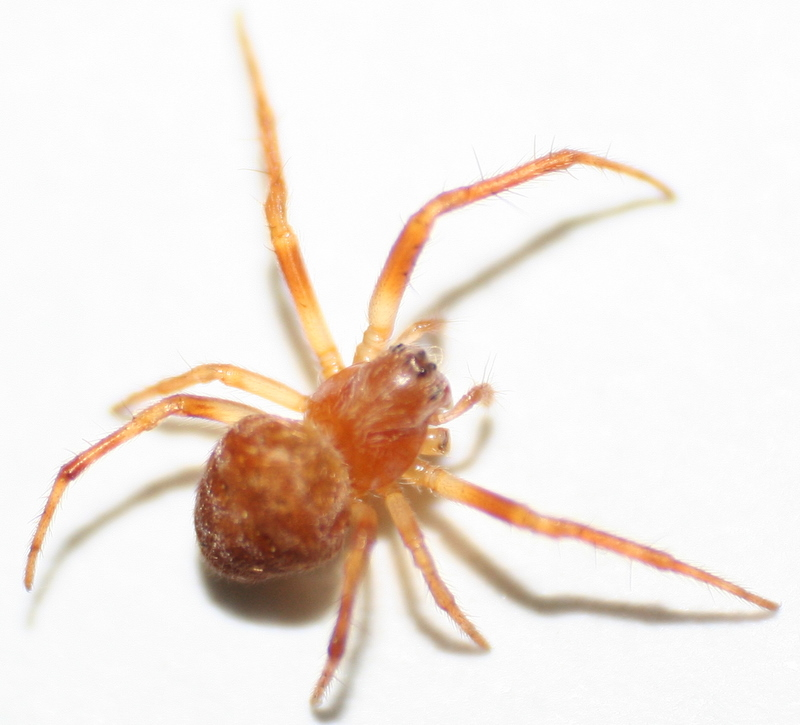
Araneus sturmi

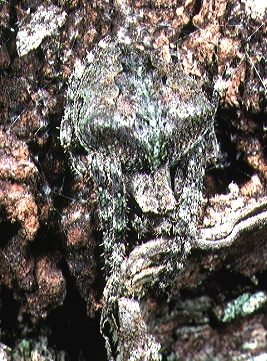
Araneus ventricosus, femmina

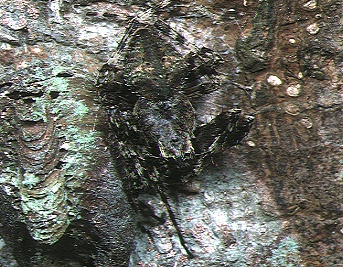
Araneus ventricosus, maschio

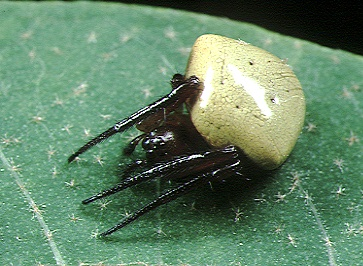
Araneus viridiventris, femmina

### Storia tassonomica
Originariamente questo genere venne denominato Epeira, termine che oggi viene segnalato come sinonimo posteriore di Araneus.
Il termine Epeira è stato coniato da Walckenaer nel 1805 per indicare genericamente tutti i ragni che costruiscono una tela circolare e vi si installano al centro in attesa della preda. Passati pochi anni sotto questo nome vennero a confluire una pletora di ragni in seguito appropriatamente collocati in altre famiglie e sottofamiglie (alcuni Mimetidae, Tetragnathidae, Nephilinae, Titanoecidae, Theridiidae, Theridiosomatidae e persino qualche Linyphiidae).
Epeira nel 1815 venne posto in sinonimia con Aranea L., 1758, dall'aracnologo Leach, e con Araneus da Simon nel 1904.
Per tutto il XX secolo Epeira è stato adoperato come genere che va bene per tutto, un po' ciò che accadde per l'ex-genere Attus che raccoglieva una quantità di ragni salticidi.
Si è comunque assistito a una diradazione col tempo di questo nome: solo alcuni autori, Franganillo (1913-1918), Hingston (1932), Ivie (1944), Kaston (1948) e Marples (1957), hanno cercato senza esito di rinverdire i fasti passati di Epeira in alcune loro pubblicazioni.
La denominazione Araneus è stata validata da due circolari ICZN, la direttiva 104, e la 2224 per la designazione della specie tipo; non è sinonimo anteriore di Alpaida O. Pickard-Cambridge, 1889 a seguito di un lavoro di Levi del 1976 o di Molinaranea Mello-Leitão, 1940g a seguito di un altro lavoro di Levi (1991a), contra precedenti considerazioni espresse in uno studio di Schiapelli & Gerschman del 1963.
Araneus è ritenuto anche sinonimo anteriore di Cathaistela Archer, 1958 dall'analisi degli esemplari di Araneus ventricosus (L. Koch, 1878) effettuata da Yaginuma (1959c); e anche di Amamrotypus Archer, 1951a, esemplari di Araneus mammatus Archer, 1951, di Cambridgepeira Archer, 1951b, esemplari di Araneus detrimentosus (O. Pickard-Cambridge, 1889), di Conaranea Archer, 1951b, esemplari di Araneus excelsus (Banks, 1896), di Conepeira Archer, 1951b, esemplari di Araneus miniatus (Walckenaer, 1841) e infine di Neosconella F. O. Pickard-Cambridge, 1903.

### Tassonomia: Specie
A gennaio 2021, si compone di 577 specie:
1. Araneus abeicus Levi, 1991 — Brasile
2. Araneus abigeatus Levi, 1975 — USA
3. Araneus acolla Levi, 1991 — Perù
4. Araneus acrocephalus (Thorell, 1887) — Myanmar
5. Araneus acronotus (Grube, 1861) — Russia
6. Araneus acropygus (Thorell, 1877) — Celebes
7. Araneus acuminatus (L. Koch, 1872) — Queensland (Australia), Isole Salomone
8. Araneus adiantiformis Caporiacco, 1941 — Etiopia
9. Araneus adjuntaensis (Petrunkevitch, 1930) — Puerto Rico
10. Araneus aethiopicus (Roewer, 1961) — Senegal
11. Araneus aethiopissa Simon, 1907 — Senegal, Isola di Bioko (golfo di Guinea)
12. Araneus affinis Zhu, Tu & Hu, 1988 — Cina
13. Araneus aksuensis Yin, Xie & Bao, 1996 — Cina
14. Araneus albabdominalis Zhu et al., 2005 — Cina
15. Araneus albiaculeis (Strand, 1906) — Etiopia
16. Araneus albidus (L. Koch, 1871) — Queensland (Australia)
17. Araneus albilunatus Roewer, 1961 — Senegal
18. Araneus albomaculatus Yin et al., 1990 — Cina
19. Araneus alboquadratus Dyal, 1935 — Pakistan
20. Araneus albotriangulus (Keyserling, 1887) — Queensland (Australia), Nuovo Galles del Sud
21. Araneus alboventris (Emerton, 1884) — USA
22. Araneus alhue Levi, 1991 — Cile, Argentina
23. Araneus allani Levi, 1973 — USA
24. Araneus alsine (Walckenaer, 1802) — Regione paleartica
25. Araneus altitudinum Caporiacco, 1934 — Karakorum
26. Araneus amabilis Tanikawa, 2001 — Giappone
27. Araneus amblycyphus Simon, 1908 — Australia occidentale
28. Araneus amygdalaceus (Keyserling, 1864) — Mauritius
29. Araneus ana Levi, 1991 — Costa Rica
30. Araneus anantnagensis Tikader & Bal, 1981 — India
31. Araneus anaspastus (Thorell, 1892) — Singapore
32. Araneus ancurus Zhu, Tu & Hu, 1988 — Cina
33. Araneus andrewsi (Archer, 1951) — USA
34. Araneus anguinifer (F. O. P.-Cambridge, 1904) — Messico, Costa Rica
35. Araneus angulatus Clerck, 1757[5] — Regione paleartica
36. Araneus angulatus personatus Simon, 1929 — Belgio, Francia
37. Araneus anjonensis Schenkel, 1963 — Cina
38. Araneus annuliger (Thorell, 1898) — Myanmar
39. Araneus annulipes (Lucas, 1838) — Isole Canarie
40. Araneus apache Levi, 1975 — USA
41. Araneus apicalis (Thorell, 1899) — Camerun
42. Araneus apiculatus (Thorell, 1895) — Myanmar
43. Araneus appendiculatus (Taczanowski, 1873) — Guyana Francese
44. Araneus apricus (Karsch, 1884) — Africa, São Tomé, Yemen, Socotra
45. Araneus aragua Levi, 2008 — Venezuela
46. Araneus aralis Bakhvalov, 1981 — Kirghizistan
47. Araneus arenaceus (Keyserling, 1886) — Queensland (Australia), Nuovo Galles del Sud
48. Araneus arfakianus (Thorell, 1881) — Nuova Guinea
49. Araneus arganicola Simon, 1909 — Marocco
50. Araneus arizonensis (Banks, 1900) — USA, Messico
51. Araneus asiaticus Bakhvalov, 1983 — Kirghizistan
52. Araneus aubertorum Berland, 1938 — Nuove Ebridi
53. Araneus aurantiifemuris (Mello-Leitao, 1942) — Argentina
54. Araneus auriculatus Song & Zhu, 1992 — Cina
55. Araneus axacus Levi, 1991 — Messico
56. Araneus badiofoliatus Schenkel, 1963 — Cina
57. Araneus badongensis Song & Zhu, 1992 — Cina
58. Araneus baicalicus Bakhvalov, 1981 — Russia
59. Araneus balanus (Doleschall, 1859) — Isola Ambon (Molucche)
60. Araneus bandelieri (Simon, 1891) — Venezuela, Brasile
61. Araneus bantaengi Merian, 1911 — Celebes
62. Araneus bargusinus Bakhvalov, 1981 — Russia
63. Araneus basalteus Schenkel, 1936 — Cina
64. Araneus bastarensis Gajbe, 2005 — India
65. Araneus baul Levi, 1991 — Messico
66. Araneus beebei Petrunkevitch, 1914 — Myanmar
67. Araneus beijiangensis Hu & Wu, 1989 — Cina
68. Araneus biapicatifer (Strand, 1907) — Australia
69. Araneus bicavus Zhu & Wang, 1994 — Cina
70. Araneus bicentenarius (McCook, 1888) — USA, Canada
71. Araneus bigibbosus (O. P.-Cambridge, 1885) — Yarkand (Cina occidentale)
72. Araneus bihamulus Zhu et al., 2005 — Cina
73. Araneus bilunifer Pocock, 1900 — India
74. Araneus bimaculicollis Hu, 2001 — Cina
75. Araneus bimini Levi, 1991 — Isole Bahama
76. Araneus biprominens Yin, Wang & Xie, 1989 — Cina
77. Araneus bipunctatus (Thorell, 1898) — Myanmar
78. Araneus bipunctatus Franganillo, 1931 — Cuba
79. Araneus bispinosus (Keyserling, 1885) — USA
80. Araneus bivittatus (Walckenaer, 1842) — USA
81. Araneus blaisei Simon, 1909 — Vietnam
82. Araneus blumenau Levi, 1991 — Brasile, Uruguay, Argentina
83. Araneus boerneri (Strand, 1907) — India
84. Araneus boesenbergi (Fox, 1938) — Cina
85. Araneus bogotensis (Keyserling, 1864) — dalla Colombia alla Bolivia e Brasile
86. Araneus bonali Morano, 2018 — Spagna
87. Araneus boneti Levi, 1991 — Messico
88. Araneus bonsallae (McCook, 1894) — USA
89. Araneus borealis Tanikawa, 2001 — Giappone
90. Araneus boreus Uyemura & Yaginuma, 1972 — Giappone
91. Araneus bosmani Simon, 1903 — Guinea Equatoriale
92. Araneus brisbanae (L. Koch, 1867) — Nuova Guinea, Australia, Nuova Zelanda
93. Araneus bryantae Brignoli, 1983 — Hispaniola
94. Araneus bufo (Denis, 1941) — Isole Canarie
95. Araneus caballo Levi, 1991 — Messico
96. Araneus calusa Levi, 1973 — USA
97. Araneus camilla (Simon, 1889) — India, Pakistan
98. Araneus canacus Berland, 1931 — Nuova Caledonia
99. Araneus canalae Berland, 1924 — Nuova Caledonia
100. Araneus carabellus (Strand, 1913) — Africa centrale
101. Araneus carchi Levi, 1991 — Ecuador
102. Araneus cardioceros Pocock, 1899 — Socotra
103. Araneus carimagua Levi, 1991 — Colombia
104. Araneus carnifex (O. P.-Cambridge, 1885) — Yarkand (Cina occidentale)
105. Araneus carroll Levi, 1973 — USA
106. Araneus castilho Levi, 1991 — Brasile
107. Araneus catillatus (Thorell, 1895) — Myanmar
108. Araneus catospilotus Simon, 1907 — Guinea-Bissau, Principe (Sao Tomé e Principe), Congo
109. Araneus caudifer Kulczyński, 1911 — Nuova Guinea
110. Araneus cavaticus (Keyserling, 1881) — USA, Canada
111. Araneus celebensis Merian, 1911 — Celebes
112. Araneus cercidius Yin et al., 1990 — Cina
113. Araneus cereolus (Simon, 1886) — Senegal, Camerun, Etiopia
114. Araneus chiapas Levi, 1991 — Messico
115. Araneus chiaramontei Caporiacco, 1940 — Etiopia
116. Araneus chingaza Levi, 1991 — Colombia
117. Araneus chunhuaia Zhu, Tu & Hu, 1988 — Cina
118. Araneus chunlin Yin et al., 2009 — Cina
119. Araneus cingulatus (Walckenaer, 1842) — USA
120. Araneus circe (Audouin, 1826) — Regione paleartica
121. Araneus circellus Song & Zhu, 1992 — Cina
122. Araneus circulissparsus (Keyserling, 1887) — Nuovo Galles del Sud
123. Araneus circumbasilaris Yin et al., 1990 — Cina
124. Araneus coccinella Pocock, 1898 — Sudafrica
125. Araneus cochise Levi, 1973 — USA
126. Araneus cohnae Levi, 1991 — Brasile
127. Araneus colima Levi, 1991 — Messico
128. Araneus colubrinus Song & Zhu, 1992 — Cina
129. Araneus compsus (Soares & Camargo, 1948) — Brasile
130. Araneus comptus Rainbow, 1916 — Queensland (Australia)
131. Araneus comptus fuscocapitatus Rainbow, 1916 — Queensland (Australia)
132. Araneus concepcion Levi, 1991 — Cile
133. Araneus concoloratus (F. O. P.-Cambridge, 1904) — Panama
134. Araneus conexus Liu, Irfan, Yang & Peng, 2019 — Cina
135. Araneus corbita (L. Koch, 1871) — Isole Samoa
136. Araneus corporosus (Keyserling, 1892) — Brasile, Argentina
137. Araneus corticaloides (Roewer, 1955) — Corsica
138. Araneus corticarius (Emerton, 1884) — USA, Canada, Alaska
139. Araneus crispulus Tullgren, 1952 — Svezia
140. Araneus cristobal Levi, 1991 — Messico
141. Araneus cuiaba Levi, 1991 — Brasile, Argentina
142. Araneus cyclops Caporiacco, 1940 — Etiopia
143. Araneus cylindriformis (Roewer, 1942) — Guatemala
144. Araneus cyrtarachnoides (Keyserling, 1887) — dalla Nuova Guinea al Nuovo Galles del Sud
145. Araneus daozhenensis Zhu, Zhang, Zhang & Chen, 2005 — Cina
146. Araneus dayongensis Yin et al., 1990 — Cina
147. Araneus decaisnei (Lucas, 1863) — Filippine
148. Araneus decentellus (Strand, 1907) — India, Cina
149. Araneus decoratus (Thorell, 1899) — Camerun
150. Araneus demoniacus Caporiacco, 1939 — Etiopia
151. Araneus depressatulus (Roewer, 1942) — Nuova Guinea
152. Araneus desierto Levi, 1991 — Messico
153. Araneus detrimentosus (O. P.-Cambridge, 1889) — dagli USA alla Colombia
154. Araneus diadematoides Zhu, Tu & Hu, 1988 — Cina
155. Araneus diadematus Clerck, 1757 — Regione olartica
156. Araneus diffinis Zhu, Tu & Hu, 1988 — Cina
157. Araneus digitatus Liu, Irfan, Yang & Peng, 2019 — Cina
158. Araneus dimidiatus (L. Koch, 1871) — Queensland (Australia), Nuovo Galles del Sud
159. Araneus doenitzellus (Strand, 1906) — Giappone
160. Araneus dofleini (Bösenberg & Strand, 1906) — Giappone
161. Araneus dospinolongus Barrion & Litsinger, 1995 — Filippine
162. Araneus dreisbachi Levi, 1991 — Messico
163. Araneus drygalskii (Strand, 1909) — Sudafrica
164. Araneus ealensis Giltay, 1935 — Congo
165. Araneus eburneiventris (Simon, 1908) — Australia occidentale
166. Araneus ejusmodi Bösenberg & Strand, 1906 — Cina, Corea, Giappone
167. Araneus elatatus (Strand, 1911) — Isole Aru (Molucche), Isole Kei (Molucche)
168. Araneus elizabethae Levi, 1991 — Hispaniola
169. Araneus ellipticus (Tikader & Bal, 1981) — Bangladesh, India, Cina
170. Araneus elongatus Yin, Wang & Xie, 1989 — Cina
171. Araneus emmae Simon, 1900 — Hawaii
172. Araneus enyoides (Thorell, 1877) — Celebes
173. Araneus excavatus Franganillo, 1930 — Cuba
174. Araneus expletus (O. P.-Cambridge, 1889) — dal Messico al Panama
175. Araneus falcatus Guo, Zhang & Zhu, 2011 — Cina
176. Araneus fastidiosus (Keyserling, 1887) — Queensland (Australia)
177. Araneus faxoni (Bryant, 1940) — Cuba
178. Araneus fengshanensis Zhu & Song, 1994 — Cina
179. Araneus ferganicus Bakhvalov, 1983 — Kirghizistan
180. Araneus ferrugineus (Thorell, 1877) — Celebes
181. Araneus finneganae Berland, 1938 — Nuove Ebridi
182. Araneus fishoekensis (Strand, 1909) — Sudafrica
183. Araneus fistulosus Franganillo, 1930 — Cuba
184. Araneus flagelliformis Zhu & Yin, 1998 — Cina
185. Araneus flavisternis (Thorell, 1878) — Isola Ambon (Molucche), Nuova Guinea
186. Araneus flavisternis momiensis (Thorell, 1881) — Nuova Guinea
187. Araneus flavosellatus Simon, 1895 — Brasile
188. Araneus flavosignatus (Roewer, 1942) — Celebes
189. Araneus flavus (O. P.-Cambridge, 1894) — dal Messico al Nicaragua
190. Araneus formosellus (Roewer, 1942) — Pakistan
191. Araneus frio Levi, 1991 — Messico
192. Araneus fronki Levi, 1991 — Brasile
193. Araneus frosti (Hogg, 1896) — Australia centrale
194. Araneus fulvellus (Roewer, 1942) — India, Pakistan
195. Araneus gadus Levi, 1973 — USA
196. Araneus galero Levi, 1991 — Panama, Colombia
197. Araneus gazerti (Strand, 1909) — Sudafrica
198. Araneus geminatus (Thorell, 1881) — Nuova Guinea
199. Araneus gemma (McCook, 1888) — USA, Canada, Alaska
200. Araneus gemmoides Chamberlin & Ivie, 1935 — USA, Canada
201. Araneus gerais Levi, 1991 — Brasile
202. Araneus gestrellus (Strand, 1907) — Molucche
203. Araneus gestroi (Thorell, 1881) — Nuova Guinea
204. Araneus gibber (O. P.-Cambridge, 1885) — Yarkand (Cina occidentale)
205. Araneus ginninderranus Dondale, 1966 — Australian Capital Territory
206. Araneus goniaeoides (Strand, 1915) — Lombok (Piccole Isole della Sonda)
207. Araneus goniaeus (Thorell, 1878) — Myanmar, Giava, Isola Ambon (Molucche), Nuova Guinea
208. Araneus goniaeus virens (Thorell, 1890) — Sumatra
209. Araneus graemii Pocock, 1900 — Sudafrica
210. Araneus granadensis (Keyserling, 1864) — dal Venezuela al Perù
211. Araneus gratiolus Yin et al., 1990 — Cina
212. Araneus groenlandicola (Strand, 1906) — USA, Canada, Groenlandia
213. Araneus grossus (C. L. Koch, 1844) — dall'Europa all'Asia Centrale
214. Araneus guandishanensis Zhu, Tu & Hu, 1988 — Cina
215. Araneus guatemus Levi, 1991 — Guatemala
216. Araneus guerrerensis Chamberlin & Ivie, 1936 — USA, Messico
217. Araneus guessfeldi (Karsch, 1879) — Africa occidentale
218. Araneus gundlachi (Banks, 1914) — Cuba
219. Araneus gurdus (O. P.-Cambridge, 1885) — Tibet
220. Araneus guttatus (Keyserling, 1865) — dalla Costa Rica all'Argentina
221. Araneus guttulatus (Walckenaer, 1842) — USA
222. Araneus habilis (O. P.-Cambridge, 1889) — dal Messico al Guatemala
223. Araneus haematomerus (Gerstäcker, 1873) — Africa centrale
224. Araneus hampei Simon, 1895 — Giava
225. Araneus haploscapellus (Strand, 1907) — Sudafrica
226. Araneus haruspex (O. P.-Cambridge, 1885) — Tibet
227. Araneus herbeus (Thorell, 1890) — Sumatra
228. Araneus hierographicus Simon, 1909 — Vietnam
229. Araneus himalayanus (Simon, 1889) — India
230. Araneus hirsti Lessert, 1915 — Africa orientale
231. Araneus hirsutulus (Stoliczka, 1869) — India
232. Araneus hispaniola (Bryant, 1945) — Hispaniola
233. Araneus holzapfelae Lessert, 1936 — Mozambico
234. Araneus horizonte Levi, 1991 — dalla Colombia al Paraguay
235. Araneus hortensis (Blackwall, 1859) — Madeira
236. Araneus hoshi Tanikawa, 2001 — Giappone
237. Araneus hotteiensis (Bryant, 1945) — Hispaniola
238. Araneus huahun Levi, 1991 — Cile, Argentina
239. Araneus hui Hu, 2001 — Cina
240. Araneus huixtla Levi, 1991 — Messico
241. Araneus iguacu Levi, 1991 — Brasile, Argentina
242. Araneus illaudatus (Gertsch & Mulaik, 1936) — USA
243. Araneus indistinctus (Doleschall, 1859) — Giava
244. Araneus inquietus (Keyserling, 1887) — Nuovo Galles del Sud
245. Araneus interjectus (L. Koch, 1871) — Queensland (Australia)
246. Araneus iriomotensis Tanikawa, 2001 — Giappone
247. Araneus isabella (Vinson, 1863) — Madagascar
248. Araneus ishisawai Kishida, 1920 — Russia, Corea, Giappone
249. Araneus iviei (Archer, 1951) — USA, Canada
250. Araneus jalisco Levi, 1991 — Messico
251. Araneus jamundi Levi, 1991 — Colombia
252. Araneus juniperi (Emerton, 1884) — USA, Canada
253. Araneus kalaharensis Simon, 1910 — Africa meridionale
254. Araneus kapiolaniae Simon, 1900 — Hawaii
255. Araneus karissimbicus (Strand, 1913) — Africa centrale
256. Araneus kerr Levi, 1981 — USA
257. Araneus khingan Zhou, Zhu & Zhang, 2017 — Cina
258. Araneus kirgisikus Bakhvalov, 1974 — Kirghizistan
259. Araneus kiwuanus (Strand, 1913) — Africa centrale
260. Araneus klaptoczi Simon, 1908 — Libia
261. Araneus koepckeorum Levi, 1991 — Perù
262. Araneus komi Tanikawa, 2001 — Giappone
263. Araneus kraepelini (Lenz, 1891) — Madagascar
264. Araneus lanio Levi, 1991 — Messico
265. Araneus lateriguttatus (Karsch, 1879) — Africa occidentale
266. Araneus lathyrinus (Holmberg, 1875) — Brasile, Paraguay, Argentina
267. Araneus latirostris (Thorell, 1895) — Myanmar
268. Araneus lechugalensis (Keyserling, 1883) — Perù
269. Araneus legonensis Grasshoff & Edmunds, 1979 — Ghana
270. Araneus lenkoi Levi, 1991 — Brasile
271. Araneus lenzi (Roewer, 1942) — Madagascar
272. Araneus leones Levi, 1991 — Messico
273. Araneus liae Yin et al., 2009 — Cina
274. Araneus liber (Leardi, 1902) — India
275. Araneus liberalis Rainbow, 1902 — Nuovo Galles del Sud
276. Araneus liberiae (Strand, 1906) — Liberia
277. Araneus licenti Schenkel, 1953 — Cina
278. Araneus lineatipes (O. P.-Cambridge, 1889) — dal Messico all'Honduras
279. Araneus lineatus Franganillo, 1931 — Cuba
280. Araneus linshuensis Yin et al., 1990 — Cina
281. Araneus lintatus Levi, 1991 — Perù
282. Araneus linzhiensis Hu, 2001 — Cina
283. Araneus lixicolor (Thorell, 1895) — Myanmar
284. Araneus loczyanus (Lendl, 1898) — Hong Kong
285. Araneus lodicula (Keyserling, 1887) — Nuovo Galles del Sud
286. Araneus longicaudus (Thorell, 1877) — Celebes
287. Araneus luteofaciens (Roewer, 1942) — Camerun
288. Araneus lutulentus (Keyserling, 1886) — Queensland (Australia)
289. Araneus macacus Uyemura, 1961 — Giappone
290. Araneus macleayi (Bradley, 1876) — Nuova Guinea, Queensland (Australia)
291. Araneus mammatus (Archer, 1951) — USA
292. Araneus mangarevoides (Bösenberg & Strand, 1906) — Giappone, Cina
293. Araneus margaritae Caporiacco, 1940 — Etiopia
294. Araneus margitae (Strand, 1917) — Madagascar
295. Araneus mariposa Levi, 1973 — USA
296. Araneus marmoreus Clerck, 1757 — Regione olartica
297. Araneus marmoroides Schenkel, 1953 — Cina
298. Araneus masculus Caporiacco, 1941 — Etiopia
299. Araneus masoni (Simon, 1887) — Myanmar
300. Araneus matogrosso Levi, 1991 — Brasile
301. Araneus mauensis Caporiacco, 1949 — Kenya
302. Araneus mauensis ocellatus Caporiacco, 1949 — Kenya
303. Araneus mayumiae Tanikawa, 2001 — Giappone
304. Araneus mazamitla Levi, 1991 — Messico
305. Araneus mbogaensis (Strand, 1913) — Africa centrale
306. Araneus memoryi Hogg, 1900 — Victoria (Australia)
307. Araneus mendoza Levi, 1991 — Messico
308. Araneus menglunensis Yin et al., 1990 — Cina
309. Araneus meropes (Keyserling, 1865) — dalla Colombia all'Argentina
310. Araneus mertoni (Strand, 1911) — Isole Kei (Molucche)
311. Araneus metalis (Thorell, 1887) — Myanmar
312. Araneus metellus (Strand, 1907) — Cina
313. Araneus miami Levi, 1973 — USA
314. Araneus microsoma (Banks, 1909) — Costa Rica
315. Araneus microtuberculatus Petrunkevitch, 1914 — Myanmar
316. Araneus mimosicola (Simon, 1884) — Sudan
317. Araneus minahassae Merian, 1911 — Celebes
318. Araneus miniatus (Walckenaer, 1842) — USA
319. Araneus minutalis (Simon, 1889) — India
320. Araneus miquanensis Yin et al., 1990 — Cina
321. Araneus missouri Levi, 2008 — USA
322. Araneus mitificus (Simon, 1886) — dall'India alle Filippine, Nuova Guinea
323. Araneus monica Levi, 1973 — USA
324. Araneus monoceros (Thorell, 1895) — Myanmar
325. Araneus montereyensis (Archer, 1951) — America settentrionale
326. Araneus moretonae Levi, 1991 — Perù
327. Araneus morulus (Thorell, 1898) — Myanmar
328. Araneus mossambicanus (Pavesi, 1881) — Mozambico
329. Araneus motuoensis Yin et al., 1990 — Cina
330. Araneus mulierarius (Keyserling, 1887) — Queensland (Australia)
331. Araneus musawas Levi, 1991 — Nicaragua
332. Araneus myurus (Thorell, 1877) — Celebes
333. Araneus nacional Levi, 1991 — Messico
334. Araneus nashoba Levi, 1973 — USA
335. Araneus necopinus (Keyserling, 1887) — Australia occidentale
336. Araneus nephelodes (Thorell, 1890) — Indonesia
337. Araneus nidus Yin & Gong, 1996 — Cina
338. Araneus nigricaudus Simon, 1897 — Vietnam
339. Araneus nigroflavornatus Merian, 1911 — Celebes
340. Araneus nigropunctatus (L. Koch, 1871) — Queensland (Australia), Tahiti
341. Araneus nigroquadratus Lawrence, 1937 — Sudafrica
342. Araneus niveus (Hentz, 1847) — USA
343. Araneus noegeatus (Thorell, 1895) — Myanmar, Singapore
344. Araneus nojimai Tanikawa, 2001 — Giappone
345. Araneus nordmanni (Thorell, 1870) — Regione olartica
346. Araneus noumeensis (Simon, 1880) — Nuova Caledonia
347. Araneus novaepommerianae (Strand, 1913) — Arcipelago delle Bismarck
348. Araneus nox (Simon, 1877) — Myanmar, Sumatra, Celebes, Filippine, Molucche
349. Araneus nuboso Levi, 1991 — Costa Rica
350. Araneus obscurissimus Caporiacco, 1934 — Karakorum
351. Araneus obtusatus (Karsch, 1891) — Sri Lanka
352. Araneus ocaxa Levi, 1991 — Messico
353. Araneus ocellatulus (Roewer, 1942) — Guatemala
354. Araneus octodentalis Song & Zhu, 1992 — Cina
355. Araneus octomaculalus Han & Zhu, 2010 — Cina
356. Araneus ogatai Tanikawa, 2001 — Giappone
357. Araneus omnicolor (Keyserling, 1893) — Brasile, Paraguay, Argentina
358. Araneus orgaos Levi, 1991 — Brasile
359. Araneus origenus (Thorell, 1890) — Myanmar, Sumatra
360. Araneus oxygaster Caporiacco, 1940 — Etiopia
361. Araneus oxyurus (Thorell, 1877) — Myanmar, Celebes
362. Araneus paenulatus (O. P.-Cambridge, 1885) — Yarkand (Cina occidentale)
363. Araneus pahalgaonensis Tikader & Bal, 1981 — India, Cina
364. Araneus paitaensis Schenkel, 1953 — Cina
365. Araneus pallasi (Thorell, 1875) — Russia, Ucraina, Asia Centrale, Cina
366. Araneus pallescens (Lenz, 1891) — Madagascar
367. Araneus pallidus (Olivier, 1789) — Portogallo, Spagna, Francia, Algeria
368. Araneus panchganiensis Tikader & Bal, 1981 — India
369. Araneus panniferens (O. P.-Cambridge, 1885) — Yarkand (Cina occidentale)
370. Araneus papulatus (Thorell, 1887) — Myanmar, Malaysia
371. Araneus partitus (Walckenaer, 1842) — USA
372. Araneus parvulus Rainbow, 1900 — Nuovo Galles del Sud
373. Araneus parvus (Karsch, 1878) — Australia meridionale
374. Araneus pauxillus (Thorell, 1887) — Myanmar
375. Araneus pavlovi Schenkel, 1953 — Cina
376. Araneus pecuensis (Karsch, 1881) — Russia, Cina, Giappone
377. Araneus pegnia (Walckenaer, 1842) — dagli USA all'Ecuador e Giamaica
378. Araneus pellax (O. P.-Cambridge, 1885) — Yarkand (Cina occidentale)
379. Araneus penai Levi, 1991 — Ecuador
380. Araneus pentagrammicus (Karsch, 1879) — Cina, Corea, Taiwan, Giappone
381. Araneus perincertus Caporiacco, 1947 — Tanzania
382. Araneus petersi (Karsch, 1878) — Etiopia, Mozambico
383. Araneus pfeifferae (Thorell, 1877) — Giava, Celebes
384. Araneus phlyctogena Simon, 1907 — Guinea-Bissau, Isola di Bioko (golfo di Guinea), Congo
385. Araneus phyllonotus (Thorell, 1887) — Myanmar
386. Araneus pichoni Schenkel, 1963 — Cina
387. Araneus pico Levi, 1991 — Brasile
388. Araneus pictithorax (Hasselt, 1882) — Sumatra
389. Araneus pinguis (Karsch, 1879) — Russia, Cina, Corea, Giappone
390. Araneus pistiger Simon, 1899 — Sumatra
391. Araneus pius (Karsch, 1878) — Nuovo Galles del Sud
392. Araneus plenus Yin et al., 2009 — Cina
393. Araneus pogisa (Marples, 1957) — Isole Samoa
394. Araneus poltyoides Chrysanthus, 1971 — Nuova Guinea
395. Araneus polydentatus Yin, Griswold & Xu, 2007 — Cina
396. Araneus pontii Caporiacco, 1934 — Karakorum
397. Araneus popaco Levi, 1991 — Messico
398. Araneus postilena (Thorell, 1878) — Sumatra, Giava, Isola Ambon (Molucche), Nuova Guinea
399. Araneus poumotuus (Strand, 1913) — Polinesia
400. Araneus praedatus (O. P.-Cambridge, 1885) — Yarkand (Cina occidentale)
401. Araneus praesignis (L. Koch, 1872) — Queensland (Australia)
402. Araneus prasius (Thorell, 1890) — Giava
403. Araneus pratensis (Emerton, 1884) — USA, Canada
404. Araneus principis Simon, 1907 — Principe (Sao Tomé e Principe)
405. Araneus prospiciens (Thorell, 1890) — Sumatra
406. Araneus providens Kulczynski, 1911 — Nuova Guinea
407. Araneus prunus Levi, 1973 — USA
408. Araneus pseudoconicus Schenkel, 1936 — Cina
409. Araneus pseudosturmii Yin et al., 1990 — Cina
410. Araneus pseudoventricosus Schenkel, 1963 — Cina
411. Araneus psittacinus (Keyserling, 1887) — Nuovo Galles del Sud, Victoria (Australia)
412. Araneus pudicus (Thorell, 1898) — Myanmar
413. Araneus puebla Levi, 1991 — Messico
414. Araneus pulcherrimus (Roewer, 1942) — Europa, Russia
415. Araneus pulchriformis (Roewer, 1942) — Nuovo Galles del Sud
416. Araneus pupulus (Thorell, 1890) — Giava, Isola Ambon (Molucche)
417. Araneus purus (Simon, 1907) — Africa occidentale
418. Araneus qianshan Zhu, Zhang & Li, 1998 — Cina
419. Araneus quadratus Clerck, 1757 — Regione paleartica
420. Araneus quietus (Keyserling, 1887) — Australia
421. Araneus quirapan Levi, 1991 — Messico
422. Araneus rabiosulus (Keyserling, 1887) — Nuovo Galles del Sud
423. Araneus radja (Doleschall, 1857) — Isola Ambon (Molucche), Isole Yule (Nuova Zelanda), Isole Aru (Molucche)
424. Araneus rainbowi (Roewer, 1942) — Isola Lord Howe (Australia)
425. Araneus ramulosus (Keyserling, 1887) — Australia
426. Araneus rani (Thorell, 1881) — Queensland (Australia)
427. Araneus recherchensis (Main, 1954) — Australia occidentale
428. Araneus reizan Tanikawa, 2020 — Giappone
429. Araneus relicinus (Keyserling, 1887) — Isole Salomone, Arcipelago delle Bismarck
430. Araneus repetecus Bakhvalov, 1978 — Turkmenistan
431. Araneus riveti Berland, 1913 — Ecuador
432. Araneus roseomaculatus Ono, 1992 — Taiwan
433. Araneus rotundicornis Yaginuma, 1972 — Giappone
434. Araneus rotundulus (Keyserling, 1887) — Queensland (Australia)
435. Araneus royi Roewer, 1961 — Senegal
436. Araneus rubicundulus (Keyserling, 1887) — Nuovo Galles del Sud
437. Araneus rubrivitticeps (Strand, 1911) — Isole Aru (Molucche)
438. Araneus rufipes (O. P.-Cambridge, 1889) — Guatemala
439. Araneus rumiae Biswas & Raychaudhuri, 2013 — Bangladesh
440. Araneus ryukyuanus Tanikawa, 2001 — Giappone
441. Araneus saevus (L. Koch, 1872) — Regione olartica
442. Araneus sagicola (Dönitz & Strand, 1906) — Giappone
443. Araneus salto Levi, 1991 — Messico
444. Araneus sambava (Strand, 1907) — Madagascar, Yemen
445. Araneus santacruziensis Barrion & Litsinger, 1995 — Filippine
446. Araneus santarita (Archer, 1951) — USA
447. Araneus savesi (Simon, 1880) — Nuova Caledonia
448. Araneus schneblei Levi, 1991 — Colombia
449. Araneus schrencki (Grube, 1861) — Russia
450. Araneus scutellatus Schenkel, 1963 — Cina
451. Araneus scutigerens Hogg, 1900 — Victoria (Australia)
452. Araneus selva Levi, 1991 — dal Guatemala alla Costa Rica
453. Araneus seminiger (L. Koch, 1878) — Corea, Giappone
454. Araneus senicaudatus Simon, 1908 — Australia occidentale
455. Araneus senicaudatus simplex Simon, 1908 — Australia occidentale
456. Araneus separatus (Roewer, 1942) — Nuovo Galles del Sud
457. Araneus septemtuberculatus (Thorell, 1899) — Camerun
458. Araneus sernai Levi, 1991 — Colombia
459. Araneus shunhuangensis Yin et al., 1990 — Cina
460. Araneus sicki Levi, 1991 — Brasile
461. Araneus simillimus Kulczynski, 1911 — Nuova Guinea
462. Araneus sinistrellus (Roewer, 1942) — Messico
463. Araneus sogdianus Charitonov, 1969 — Asia centrale
464. Araneus spathurus (Thorell, 1890) — Sumatra
465. Araneus speculabundus (L. Koch, 1871) — Australia, Isole Samoa
466. Araneus sponsus (Thorell, 1887) — India
467. Araneus squamifer (Keyserling, 1886) — Queensland (Australia)
468. Araneus stabilis (Keyserling, 1892) — Brasile, Argentina
469. Araneus stella (Karsch, 1879) — Russia, Cina, Corea, Giappone
470. Araneus stolidus (Keyserling, 1887) — Nuovo Galles del Sud
471. Araneus strandiellus Charitonov, 1951 — Asia Centrale
472. Araneus striatipes (Simon, 1877) — Filippine
473. Araneus strupifer (Simon, 1886) — Africa tropicale
474. Araneus sturmi (Hahn, 1831) — Regione paleartica
475. Araneus subumbrosus Roewer, 1961 — Senegal
476. Araneus sulfurinus (Pavesi, 1883) — Etiopia, Africa orientale
477. Araneus svanetiensis Mcheidze, 1997 — Georgia
478. Araneus sydneyicus (Keyserling, 1887) — Nuovo Galles del Sud, Victoria (Australia)
479. Araneus sylvicola (Rainbow, 1897) — Nuovo Galles del Sud
480. Araneus taigunensis Zhu, Tu & Hu, 1988 — Cina
481. Araneus talasi Bakhvalov, 1970 — Kirghizistan
482. Araneus talca Levi, 1991 — Cile, Argentina
483. Araneus talipedatus (Keyserling, 1887) — Australia
484. Araneus tambopata Levi, 1991 — Perù
485. Araneus tamerlani (Roewer, 1942) — Queensland (Australia)
486. Araneus taperae (Mello-Leitao, 1937) — dall'Ecuador al Suriname
487. Araneus tartaricus (Kroneberg, 1875) — dall'Asia Centrale al Giappone
488. Araneus tatianae Lessert, 1938 — Congo
489. Araneus tatsulokeus Barrion & Litsinger, 1995 — Filippine
490. Araneus tellezi Levi, 1991 — Messico
491. Araneus tenancingo Levi, 1991 — Messico
492. Araneus tenerius Yin et al., 1990 — Cina
493. Araneus tengxianensis Zhu & Zhang, 1994 — Cina
494. Araneus tepic Levi, 1991 — Messico
495. Araneus tetraspinulus (Yin et al., 1990) — Cina
496. Araneus texanus (Archer, 1951) — USA
497. Araneus thaddeus (Hentz, 1847) — America settentrionale
498. Araneus thevenoti Simon, 1895 — Zanzibar
499. Araneus thorelli (Roewer, 1942) — Myanmar
500. Araneus tiganus (Chamberlin, 1916) — Ecuador, Perù
501. Araneus tijuca Levi, 1991 — Brasile
502. Araneus tinikdikitus Barrion & Litsinger, 1995 — Filippine
503. Araneus titirus Simon, 1896 — Cile, Argentina
504. Araneus toma (Strand, 1915) — Arcipelago delle Bismarck
505. Araneus tonkinus Simon, 1909 — Vietnam
506. Araneus toruaigiri Bakhvalov, 1970 — Kirghizistan
507. Araneus transversivittiger (Strand, 1907) — Cina
508. Araneus transversus Rainbow, 1912 — Queensland (Australia)
509. Araneus triangulus (Fox, 1938) — Cina
510. Araneus tricoloratus Zhu, Tu & Hu, 1988 — Cina
511. Araneus trifolium (Hentz, 1847) — USA, Canada, Alaska
512. Araneus trigonophorus (Thorell, 1887) — Myanmar
513. Araneus triguttatus (Fabricius, 1793) — Regione paleartica
514. Araneus tschuiskii Bakhvalov, 1974 — Kirghizistan
515. Araneus tsurusakii Tanikawa, 2001 — Giappone
516. Araneus tubabdominus Zhu & Zhang, 1993 — Cina
517. Araneus tuscarora Levi, 1973 — USA
518. Araneus ubicki Levi, 1991 — Costa Rica
519. Araneus unanimus (Keyserling, 1879) — Brasile, Paraguay, Argentina
520. Araneus uniformis (Keyserling, 1879) — dalla Bolivia all'Argentina e Brasile
521. Araneus unistriatus (McCook, 1894) — probabilmente in Brasile
522. Araneus urbanus (Keyserling, 1887) — Nuovo Galles del Sud
523. Araneus ursimorphus (Strand, 1906) — Etiopia, Africa orientale
524. Araneus uruapan Levi, 1991 — Messico
525. Araneus urubamba Levi, 1991 — Perù
526. Araneus usualis (Keyserling, 1887) — Queensland (Australia), Nuovo Galles del Sud
527. Araneus uyemurai Yaginuma, 1960 — Russia, Corea, Giappone
528. Araneus v-notatus (Thorell, 1875) — Francia, Algeria
529. Araneus variegatus Yaginuma, 1960 — Russia, Cina, Corea, Giappone
530. Araneus varpunen Sen, Dhali, Saha & Raychaudhuri, 2015 — India
531. Araneus varus (Kauri, 1950) — Sudafrica
532. Araneus venatrix (C. L. Koch, 1838) — dal Panama e Trinidad al Paraguay
533. Araneus ventricosus (L. Koch, 1878) — Russia, Cina, Corea, Taiwan, Giappone
534. Araneus ventricosus abikonus Uyemura, 1961 — Giappone
535. Araneus ventricosus globulus Uyemura, 1961 — Giappone
536. Araneus ventricosus hakonensis Uyemura, 1961 — Giappone
537. Araneus ventricosus ishinodai Uyemura, 1961 — Giappone
538. Araneus ventricosus kishuensis Uyemura, 1961 — Giappone
539. Araneus ventricosus montanioides Uyemura, 1961 — Giappone
540. Araneus ventricosus montanus Uyemura, 1961 — Giappone
541. Araneus ventricosus nigelloides Uyemura, 1961 — Giappone
542. Araneus ventricosus nigellus Uyemura, 1961 — Giappone
543. Araneus ventricosus yaginumai Uyemura, 1961 — Giappone
544. Araneus vermimaculatus Zhu & Wang, 1994 — Cina
545. Araneus villa Levi, 1991 — Bolivia
546. Araneus vincibilis (Keyserling, 1893) — Brasile, Paraguay, Argentina
547. Araneus viperifer Schenkel, 1963 — Cina, Corea, Giappone
548. Araneus virgunculus (Thorell, 1890) — Sumatra
549. Araneus virgus (Fox, 1938) — Cina
550. Araneus viridisomus (Gravely, 1921) — India
551. Araneus viridiventris Yaginuma, 1969 — Cina, Taiwan, Giappone
552. Araneus volgeri Simon, 1897 — Zanzibar
553. Araneus vulpinus (Hahn, 1834) — Europa meridionale
554. Araneus vulvarius (Thorell, 1898) — Myanmar
555. Araneus walesianus (Karsch, 1878) — Nuovo Galles del Sud
556. Araneus washingtoni Levi, 1971 — Russia, USA, Canada
557. Araneus wokamus (Strand, 1911) — Isole Aru (Molucche)
558. Araneus woodfordi Pocock, 1898 — Isole Salomone
559. Araneus workmani (Keyserling, 1884) — Brasile, Argentina
560. Araneus wulongensis Song & Zhu, 1992 — Cina
561. Araneus xavantina Levi, 1991 — Brasile
562. Araneus xianfengensis Song & Zhu, 1992 — Cina
563. Araneus xizangensis Hu, 2001 — Cina
564. Araneus yadongensis Hu, 2001 — Cina
565. Araneus yapingensis Yin et al., 2009 — Cina
566. Araneus yasudai Tanikawa, 2001 — Russia, Giappone
567. Araneus yatei Berland, 1924 — Nuova Caledonia
568. Araneus yoshitomii Yoshida, 2014 — Giappone
569. Araneus yuanminensis Yin et al., 1990 — Cina
570. Araneus yukon Levi, 1971 — Russia, Canada
571. Araneus yunnanensis Yin, Peng & Wang, 1994 — Cina
572. Araneus yuzhongensis Yin et al., 1990 — Cina
573. Araneus zapallar Levi, 1991 — Cile
574. Araneus zebrinus Zhu & Wang, 1994 — Cina
575. Araneus zhangmu Zhang, Song & Kim, 2006 — Cina
576. Araneus zhaoi Zhang & Zhang, 2002 — Cina
577. Araneus zygielloides Schenkel, 1963 — Cina

### Specie trasferite negli ultimi anni
La quantità di specie prima ascritte ad Araneus è poi trasferite ad altri generi supera abbondantemente le duecento unità.
Di seguito sono riportate le specie trasferite negli ultimi 12 anni:
1. Araneus acusisetus Zhu & Song, 1994; trasferita al genere Alenatea Song & Zhu, 1999
2. Araneus amurius Bakhvalov, 1981; trasferita al genere Gibbaranea Archer, 1951 e posta in sinonimia con Gibbaranea abscissa (Karsch, 1879) a seguito di uno studio di Marusik et al., del 2015.
3. Araneus anatipes (Keyserling, 1887); trasferita al genere Cyclosa Menge, 1866 a seguito di un lavoro di Framenau del 2019.
4. Araneus apobleptus Rainbow, 1916; trasferita al genere Cyclosa Menge, 1866 con la nuova denominazione Cyclosa apoblepta (Rainbow, 1916) a seguito di un lavoro di Framenau del 2019.
5. Araneus argentarius Rainbow, 1916; trasferita al genere Cyclosa Menge, 1866 con la nuova denominazione Cyclosa argentaria (Rainbow, 1916) a seguito di un lavoro di Framenau del 2019.
6. Araneus bradleyi (Keyserling, 1887)[6]
7. Araneus concinnus Rainbow, 1900[6]
8. Araneus crassipes (Rainbow, 1897); trasferita al genere Cyrtophora Simon, 1864
9. Araneus cyphoxis Simon, 1908; trasferita al genere Plebs Joseph & Framenau, 2012 a seguito di un lavoro di Joseph & Framenau, del 2012.
10. Araneus decolor (L. Koch, 1871); trasferita al genere Neoscona Simon, 1864 a seguito di un lavoro di Framenau del 2019.
11. Araneus dianiphus Rainbow, 1916; trasferita al genere Anelosimus Simon, 1891 a seguito di un lavoro di Framenau del 2019.
12. Araneus dianiphus xanthostichus Rainbow, 1916; trasferita al genere Theridion Walckenaer, 1805, appartenente alla famiglia Theridiidae, con la nuova denominazione Theridion xanthostichum (Rainbow, 1916) a seguito di un lavoro di Framenau del 2019.
13. Araneus eburnus (Keyserling, 1886); trasferita al genere Plebs Joseph & Framenau, 2012 a seguito di un lavoro di Joseph & Framenau, del 2012
14. Araneus enucleatus (Karsch, 1879); trasferita al genere Neoscona Simon, 1864, con la nuova denominazione Neoscona enucleata (Karsch, 1879) a seguito di un lavoro di Framenau del 2019.
15. Araneus flavopunctatus (L. Koch, 1871); trasferita al genere Neoscona Simon, 1864, con la nuova denominazione Neoscona flavopunctata (L. Koch, 1871) a seguito di un lavoro di Framenau del 2019.
16. Araneus floriatus Hogg, 1914; trasferita al genere Neoscona Simon, 1864, con la nuova denominazione Neoscona floriata (Hogg, 1914) a seguito di un lavoro di Framenau del 2019.
17. Araneus fuscinotus (Strand, 1908); trasferita al genere Neoscona Simon, 1864, con la nuova denominazione Neoscona fuscinotum (Strand, 1908) a seguito di un lavoro di Nentwig et al., del 2019.
18. Araneus gazellae (Karsch, 1878); trasferita al genere Cyrtophora Simon, 1864
19. Araneus granti Hogg, 1914; trasferita al genere Neoscona Simon, 1864, con la nuova denominazione Neoscona granti (Hogg, 1914) a seguito di un lavoro di Framenau del 2019.
20. Araneus henanensis (Hu, Wang & Wang, 1991); trasferita al genere Sinolinyphia Wunderlich & Li, 1995, della famiglia Linyphiidae
21. Araneus humilis (L. Koch, 1867); trasferita al genere Deliochus Simon, 1894 con la nuova denominazione di Deliochus humilis (L. Koch, 1867) a seguito di un lavoro degli aracnologi Kallal & Hormiga (2018b)
22. Araneus idoneus (Keyserling, 1887); trasferita al genere Deliochus Simon, 1894 con la nuova denominazione di Deliochus idoneus (Keyserling, 1887) a seguito di un lavoro degli aracnologi Kallal & Hormiga (2018b)
23. Araneus inustus (L. Koch, 1871); trasferita al genere Neoscona Simon, 1864, con la nuova denominazione Neoscona inusta (L. Koch, 1871) a seguito di un lavoro di Framenau del 2019.
24. Araneus jalimovi Bakhvalov, 1981; trasferita al genere Larinioides Caporiacco, 1934 con la nuova denominazione Larinioides jalimovi (Bakhvalov, 1981) a seguito di un lavoro degli aracnologi Šestáková, Marusik, & Omelko, del 2014.
25. Araneus lancearius (Keyserling, 1887); trasferita al genere Acroaspis Karsch, 1878, con la nuova denominazione Acroaspis lancearia (Keyserling, 1887) a seguito di un lavoro di Framenau del 2019.
26. Araneus lineaacutus (Urquhart, 1887); trasferita al genere Zealaranea Court & Forster, 1988
27. Araneus madagascaricus (Strand, 1908); trasferita al genere Neoscona Simon, 1864, con la nuova denominazione Neoscona madagascarica (Strand, 1908) a seguito di un lavoro di Nentwig et al., del 2019.
28. Araneus mamillanus (Keyserling, 1887); trasferita al genere Acroaspis Karsch, 1878, con la nuova denominazione Acroaspis mamillana (Keyserling, 1887) a seguito di un lavoro di Framenau del 2019.
29. Araneus mucronatellus (Roewer, 1942); trasferita al genere Eustala Simon, 1895
30. Araneus navicula (L. Koch, 1871); trasferita al genere Alpaida O. P.-Cambridge, 1889
31. Araneus neocaledonicus Berland, 1924; trasferita al genere Plebs Joseph & Framenau, 2012, con la nuova denominazione Plebs neocaledonicus (Berland, 1924) a seguito di un lavoro di Joseph & Framenau, del 2012.
32. Araneus nigromaculatus Schenkel, 1963; trasferita al genere Araniella Chamberlin & Ivie, 1942, con la nuova denominazione Araniella nigromaculata (Schenkel, 1963) a seguito di un lavoro degli aracnologi Zamani, Marusik & Šestáková, del 2020.
33. Araneus notandus Rainbow, 1912; trasferita al genere Neoscona Simon, 1864, con la nuova denominazione Neoscona notanda (Rainbow, 1912) a seguito di un lavoro di Framenau del 2019.
34. Araneus nympha (Simon, 1889); trasferita al genere Araniella Chamberlin & Ivie, 1942, con la nuova denominazione Araniella nympha (Simon, 1889) a seguito di un lavoro degli aracnologi Zamani & Marusik (2020d).
35. Araneus powelli (Urquhart, 1894); trasferita al genere Novaranea Court & Forster, 1988
36. Araneus quaesitus (Keyserling, 1887); trasferita al genere Novaranea Court & Forster, 1988
37. Araneus queribundus (Keyserling, 1887); trasferita al genere Novaranea Court & Forster, 1988
38. Araneus reversus Hogg, 1914; trasferita al genere Backobourkia Framenau et al., 2010
39. Araneus ragnhildae (Strand, 1917); trasferita al genere Lariniophora Framenau, 2011, con la nuova denominazione Lariniophora ragnhilde (Strand, 1917) a seguito di un lavoro di Framenau del (2011b).
40. Araneus scutifer (Keyserling, 1886); trasferita al genere Acroaspis Karsch, 1878, con la nuova denominazione Acroaspis scutifer (Keyserling, 1886) a seguito di un lavoro di Framenau del 2019.
41. Araneus strigatellus (Strand, 1908); trasferita al genere Neoscona Simon, 1864, con la nuova denominazione Neoscona strigatella (Strand, 1908) a seguito di un lavoro degli aracnologi Nentwig et al., del 2019.
42. Araneus sublutius (Urquhart, 1892); trasferita al genere Zealaranea Court & Forster, 1988
43. Araneus trigonus (L. Koch, 1871); trasferita al genere Cyrtophora Simon, 1864
44. Araneus ventricosellus (Roewer, 1942); trasferita al genere Backobourkia Framenau et al., 2010

### Specie fossili
Sono stati ritrovati nel corso degli anni anche un congruo numero di ragni fossili appartenenti a questo genere e in svariati luoghi di fossilizzazione:
1. †Araneus absconditus (Scudder, 1890) - Paleogene di Florissant
2. †Araneus aethus Chang, 2004 -[8] Cretaceo del biota di Jehol
3. †Araneus beipiaoensis Chang, 2004 -[8] Cretaceo del biota di Jehol
4. †Araneus carbonaceous Zhang, Sun & Zhang, 1994 - Neogene di Shanwang
5. †Araneus cinefactus (Scudder, 1890) - Paleogene di Florissant
6. †Araneus columbiae Scudder, 1878 - Paleogene di Quesnel, in Canada
7. †Araneus defunctus Petrunkevitch, 1958 - Paleogene, ambra baltica
8. †Araneus delitus (Scudder, 1890) - Paleogene di Florissant
9. †Araneus emertoni (Scudder, 1890) - Paleogene di Florissant
10. †Araneus exustus Petrunkevitch, 1963 - Neogene, ambra del Chiapas
11. †Araneus inelegans Zhang, Sun & Zhang, 1994 - Neogene di Shanwang
12. †Araneus kinchloeae Dunlop & Jekel, 2009 -[9] Paleogene di Florissant
13. †Araneus leptopodus Zhang, Sun & Zhang, 1994 - Neogene di Shanwang
14. †Araneus liaoxiensis Chang, 2004 -[8] Cretaceo del biota di Jehol
15. †Araneus longimanus (Petrunkevitch, 1922) - Paleogene di Florissant
16. †Araneus longipes Dalman, 1826 -[10] Quaternario di Copal
17. †Araneus luianus Zhang, Sun & Zhang, 1994 - Neogene di Shanwang
18. †Araneus meeki (Scudder, 1890) - Paleogene di Florissant
19. †Araneus molassicus (Heer, 1865) - Neogene di Öhningen
20. †Araneus nanus Wunderlich, 1988 - Neogene, ambra dominicana
21. †Araneus piceus Lin, Zhang & Wang, 1989 - Neogene di Shanwang
22. †Araneus reheensis Chang, 2004 -[8] Cretaceo del biota di Jehol
23. †Araneus ruidipedalis Zhang, Sun & Zhang, 1994 - Neogene di Shanwang
24. †Araneus troschelii (Bertkau, 1878) - Neogene di Rott, in Germania
25. †Araneus vulcanalis (Scudder, 1890) - Paleogene di Florissant

### Sinonimie recenti
Anche la quantità di sinonimie cui sono andate incontro le varie specie di Araneus sono in quantità più che abbondante.
Di seguito sono riportate le sinonimie riscontrate negli ultimi dieci anni:
1. Araneus angulatus afolius (Franganillo, 1909) — Portogallo[11]
2. Araneus angulatus atricolor Simon, 1929 — Francia[11]
3. Araneus angulatus castaneus (Franganillo, 1909) — Portogallo[12]
4. Araneus angulatus crucinceptus (Franganillo, 1909) — Portogallo[12]
5. Araneus angulatus fuscus (Franganillo, 1909) — Portogallo[12]
6. Araneus angulatus iberoi (Franganillo, 1909) — Portogallo[12]
7. Araneus angulatus levifolius (Franganillo, 1909) — Portogallo[11]
8. Araneus angulatus niger (Franganillo, 1918) — Spagna[11]
9. Araneus angulatus nitidifolius (Franganillo, 1909) — Portogallo[11]
10. Araneus angulatus pallidus (Franganillo, 1909) — Portogallo[12]
11. Araneus angulatus serifolius (Franganillo, 1909) — Portogallo[11]
12. Araneus boerneri clavimaculus (Strand, 1907) — India[13]
13. Araneus boerneri obscurellus (Strand, 1907) — India[13]
14. Araneus canestrinii (Thorell, 1873); trasferita al genere Gibbaranea Archer, 1951 e posta in sinonimia con Gibbaranea bituberculata (Walckenaer, 1802) a seguito di un lavoro di Brignoli (1983b).
15. Araneus circe strandi (Kolosváry, 1935)[14]
16. Araneus cungei Bakhvalov, 1974; trasferita al genere Larinioides Caporiacco, 1934 e posta in sinonimia con Larinioides suspicax O. Pickard-Cambridge, 1876 a seguito di un lavoro degli aracnologi Šestáková, Marusik, & Omelko, del 2014.
17. Araneus diadematus islandicus (Strand, 1906) — Islanda[15]
18. Araneus diadematus nemorosus Simon, 1929 — Francia[16]
19. Araneus diadematus soror (Simon, 1874) — Corsica[16]
20. Araneus diadematus stellatus (C. L. Koch, 1836) — Europa[15]
21. Araneus favorabilis Rainbow, 1916 — Queensland (Australia)[17]
22. Araneus lithyphantiformis (Kishida, 1910) — Giappone[18]
23. Araneus mastersi (Bradley, 1876) — Australia[19]
24. Araneus quadratus minimus (Gétaz, 1889) — Svizzera, Francia[20]
25. Araneus quadratus subviridis (Franganillo, 1913) — Spagna[20]
26. Araneus rubripunctatus (Rainbow, 1893) — Nuovo Galles del Sud[21]
27. Araneus russicus Bakhvalov, 1981 — Russia[22]
28. Araneus seensis Oliger, 1991; gli esemplari, a seguito di un lavoro di Marusik del 2009, sono stati posti in sinonimia con Araneus ishisawai Kishida, 1920[3].
29. Araneus sericinus (Roewer, 1942) — Portogallo, Spagna[23]
30. Araneus sinuosus (Rainbow, 1893) — Nuovo Galles del Sud[21]

### Omonimie riscontrate
A questo genere, al 2011, vanno ascritti undici casi di omonimie accertate: 
- Araneus bipunctatus (Mello-Leitão, 1948); riscontrata omonimia di questi esemplari con Araneus guttatus (Keyserling, 1865).
- Araneus blandus (Bryant, 1945); riscontrata omonimia di questi esemplari con Araneus elizabethae Levi, 1991.
- Araneus bryantae (Brignoli, 1983); trasferiti dal genere originario Meta, è stata riscontrata omonimia di questi esemplari con Araneus elizabethae Levi, 1991.
- Araneus conicus Franganillo, 1946; riscontrata omonimia di questi esemplari con Araneus balboae Brignoli, 1983; a seguito di un lavoro di Levi del 1991, questa specie è da annoverarsi fra i nomina dubia.
- Araneus cruciferoides Spassky, 1952; riscontrata omonimia di questi esemplari con Neoscona tedgenica (Bakhvalov, 1978).
- Araneus holmi Caporiacco, 1955; riscontrata omonimia di questi esemplari con Tatepeira tatarendensis (Tullgren, 1905).
- Araneus miniatus (Archer, 1951); riscontrata omonimia di questi esemplari con Araneus allani Levi, 1973.
- Araneus niger Franganillo, 1936; riscontrata omonimia di questi esemplari con Araneus franganillianus Brignoli, 1983; a seguito di un lavoro di Levi del 1991, questa specie è da annoverarsi fra i nomina dubia.
- Araneus nigropunctatus Rainbow, 1920; riscontrata omonimia di questi esemplari con Araneus rainbowi (Roewer, 1942).
- Araneus parvus (Bryant, 1945); riscontrata omonimia di questi esemplari con Araneus bryantae Brignoli, 1983.
- Araneus raui Levi, 1973; riscontrata omonimia di questi esemplari con Araneus missouri Levi, 2008.

### Nomina dubia
1. Araneus aballensis (Strand, 1906); rinvenuta in Etiopia e originariamente ascritta in Aranea.[24].
2. Araneus acachmenus Rainbow, 1916; rinvenuta nel Queensland (Australia).[25].
3. Araneus accinctus (Walckenaer, 1841); non è nota la località di rinvenimento di questo esemplare, originariamente è stato descritto nell'ex-genere Epeira e, a seguito di un lavoro di Roewer del 1955, è da ritenersi nomen dubium.
4. Araneus aciculatus (Walckenaer, 1841); non è nota la località di rinvenimento di questo esemplare, originariamente è stato descritto nell'ex-genere Epeira e, a seguito di un lavoro di Roewer del 1955, è da ritenersi nomen dubium.
5. Araneus affixus (Walckenaer, 1841); non è nota la località di rinvenimento di questi esemplari, originariamente sono stati descritti nell'ex-genere Epeira e, a seguito di un lavoro di Roewer del 1955, sono da ritenersi nomina dubia.
6. Araneus agastus Rainbow, 1916; rinvenuta nel Queensland (Australia).[25]
7. Araneus akakensis (Strand, 1906); rinvenuta in Etiopia e originariamente ascritta in Aranea.[24]
8. Araneus ambagiosus (Walckenaer, 1841); gli esemplari, rinvenuti in Spagna e originariamente descritti nell'ex-genere Epeira, a seguito di un lavoro di Roewer del 1955, sono da ritenersi nomina dubia.
9. Araneus anaglyphe (Walckenaer, 1841); questa denominazione, mai utilizzata in pubblicazioni ufficiali, riguarda un esemplare femminile rinvenuto negli USA e originariamente ascritto all'ex-genere Epeira. Da ritenersi nomen dubium.
10. Araneus angustatus (Martini & Goeze, in Lister, 1778): originariamente descritto nell'ex-genere Aranea, a seguito di un lavoro di Bonnet del 1958 è da ritenersi nomen dubium.
11. Araneus anuncinatus Franganillo, 1930; un esemplare femminile, reperito a Cuba, secondo uno studio dell'aracnologo Levi del 1971 è da ritenersi nomen dubium.
12. Araneus anuncinatus depilosus Franganillo, 1930; rinvenuto a Cuba e non considerato da Roewer, secondo uno studio di Levi del 1991 è da ritenersi nome dubium.
13. Araneus anuncinatus ochrorufus Franganillo, 1931; esemplare femminile rinvenuto a Cuba e non considerato dagli aracnologi Roewer e Brignoli; considerata nomen dubium.
14. Araneus approximatus (Blackwall, 1846); originariamente ascritta all'ex-genere Epeira, secondo uno studio di Levi del 1971 è da considerarsi nomen dubium.
15. Araneus astutus (Blackwall, 1863); esemplare femminile, rinvenuto in Brasile e originariamente descritto nell'ex-genere Epeira, secondo uno studio di Levi del 1991 è da considerarsi nomen dubium.
16. Araneus austerus Workman, 1900; esemplare femminile, reperito sull'isola di Giava non considerato dagli aracnologi Roewer e Bonnet, va ritenuto nomen dubium.
17. Araneus bagamoyensis (Strand, 1906); rinvenuta in Africa orientale e originariamente ascritta in Aranea.[24]
18. Araneus balboae Brignoli, 1983; è una ridenominazione di Araneus conicus Franganillo, 1946; si tratta di esemplari femminili rinvenuti a Cuba, e il nome era già stato utilizzato prima dallo zoologo Pallas nel 1772. Secondo uno studio di Levi del 1991 è da considerarsi nomen dubium.
19. Araneus bantamensis Workman, 1900; esemplare femminile, reperito in Malaysia e non considerato da Roewer e Bonnet, va ritenuto nomen dubium.
20. Araneus bicolor (Fabricius, 1798); esemplare reperito in Brasile e originariamente ascritto all'ex-denominazione Aranea, secondo uno studio di Roewer del 1955 è da considerarsi nomen dubium.
21. Araneus bilineatus (Cantor, 1842); esemplari rinvenuti in Cina e in origine ascritti all'ex-genere Epeira, secondo uno studio di Roewer del 1955 sono da considerarsi nomina dubia.
22. Araneus blochmanni (Strand, 1907); rinvenuta a Giava e originariamente ascritta in Aranea.[24]
23. Araneus bormensis Berland, 1913; gli esemplari femminili, rinvenuti in Ecuador, a seguito di un lavoro dell'aracnologo Levi del 1991, vanno considerati nomina dubia.
24. Araneus bourguyi Mello-Leitão, 1915; esemplare femminile, rinvenuto in Brasile. A seguito di un lavoro dell'aracnologo Levi del 1991, è da ritenersi nomen dubium
25. Araneus braueri (Strand, 1906); rinvenuta in Etiopia e originariamente ascritta in Aranea.[24]
26. Araneus callidulus (Roewer, 1942); originariamente era una denominazione sostitutiva per Epeira callida Walckenaer, 1841, esemplari femminili rinvenuti negli USA. Il nome era però occupato già da Walckenaer nel 1802 sotto l'ex denominazione Aranea; mai utilizzata, è da ritenersi nomen dubium.
27. Araneus caplandensis (Strand, 1907); rinvenuta in Sudafrica e originariamente ascritta in Aranea.[24]
28. Araneus carnifex (Fabricius, 1775); in un primo tempo descritto alla vecchia denominazione Aranea. A seguito di un lavoro di Roewer del 1955 e di un altro di Bonnet del 1956, è da ritenersi nomen dubium.
29. Araneus cautus (Walckenaer, 1841); gli esemplari maschili e femminili, rinvenuti in Brasile e originariamente descritti nell'ex-genere Epeira, a seguito di un lavoro di Levi del 1991, sono da ritenersi nomina dubia.
30. Araneus clercki (Walckenaer, 1841); non è nota la località di rinvenimento di questo esemplare, originariamente è stato descritto nell'ex-genere Epeira e, a seguito di un lavoro di Roewer del 1955, è da ritenersi nomen dubium.
31. Araneus consimilis Mello-Leitão, 1915; esemplare femminile reperito in Brasile, a seguito di un lavoro dell'aracnologo Levi del 1991, è da ritenersi nomen dubium.
32. Araneus contestationis Caporiacco, 1954; esemplari femminili rinvenuti in Guiana Francese, a seguito di uno studio di Levi del 1991, sono da ritenersi nomina dubia.
33. Araneus crinitus (Rainbow, 1893); rinvenuta nel Nuovo Galles del Sud (Australia).[25]
34. Araneus crux (Roewer, 1942); un esemplare femminile, rinvenuto in Cile; si tratta di un rimpiazzamento di nome in quanto Epeira cruciata Nicolet, 1849 era già occupato precedentemente da (Walckenaer, 1805). Secondo un lavoro di Levi del 1991, è da considerarsi nomen dubium.
35. Araneus decaspinus (Taczanowski, 1873); esemplare femminile, reperito in Guiana Francese e originariamente ascritto all'ex-genere Epeira. Secondo un lavoro di Levi del 1991, è da considerarsi nomen dubium.
36. Araneus depressatus (Roewer, 1942); esemplare femminile, rinvenuto in Brasile; si tratta di un rimpiazzamento di nome in quanto Epeira depressa Walckenaer, 1841 era già occupato precedentemente da Razoumowsky, 1789. Secondo un lavoro di Levi del 1991, è da considerarsi nomen dubium.
37. Araneus diabrosis (Walckenaer, 1842); rinvenuta nel Nuovo Galles del Sud (Australia).[25]
38. Araneus diversicolor (Rainbow, 1893); rinvenuta nel Nuovo Galles del Sud (Australia).[25]
39. Araneus elegantulus (Roewer, 1942); esemplare femminile, rinvenuto in Brasile; si tratta di un rimpiazzamento di nome in quanto Epeira elegans Blackwall, 1862 era già occupato precedentemente da Meyer, 1790, sotto l'ex denominazione Aranea. Secondo un lavoro di Levi del 1991, è da considerarsi nomen dubium.
40. Araneus emphanus (Walckenaer, 1841); descrizione di un esemplare femminile, rinvenuto negli Stati Uniti e originariamente ascritto all'ex-genere Epeira; nome mai più comparso in letteratura.
41. Araneus ergaster (Walckenaer, 1841); descrizione di un esemplare femminile, rinvenuto negli Stati Uniti e originariamente ascritto all'ex-genere Epeira; nome mai più comparso in letteratura.
42. Araneus esuriens (Fabricius, 1798); esemplare rinvenuto alle isole Mauritius, in origine descritto come Aranea, a seguito di un lavoro di Roewer del 1955, è da ritenersi nomen dubium.
43. Araneus exsertus Rainbow, 1904; rinvenuta in Australia.[25]
44. Araneus fascinatrix (Walckenaer, 1841); gli esemplari, rinvenuti in Brasile e originariamente descritti in Epeira, a seguito di un lavoro di Roewer del 1955, sono da ritenersi nomina dubia.
45. Araneus felinus (Butler, 1876); esemplari femminili, reperiti nel Queensland e in origine ascritti all'ex-genere Epeira, a seguito di un lavoro dell'aracnologo Framenau et al. del 2010, sono da ritenersi nomina dubia.
46. Araneus fictus (Rainbow, 1896); rinvenuta nel Queensland (Australia).[25]
47. Araneus foliplicans (Hingston, 1932); esemplare femminile, reperito in Guyana e in origine descritto nell'ex-genere Epeira. Secondo due studi di Levi, del 1991 e del 1995, è da considerarsi nomen dubium.
48. Araneus franganillianus Brignoli, 1983; denominazione cambiata di Araneus niger Franganillo, 1936, in quanto occupato in precedenza da Araneus niger Lister, 1778; sono esemplari femminili reperiti a Cuba che, secondo un lavoro di Levi del 1991, sono da considerarsi nomina dubia.
49. Araneus fuligineus romboidalis Franganillo, 1930; esemplare femminile rinvenuto a Cuba. Secondo un lavoro di Levi del 1971, è da considerarsi nomen dubium.
50. Araneus fuligineus sanguineus Franganillo, 1930; esemplare femminile rinvenuto a Cuba. Secondo un lavoro di Levi del 1991, è da considerarsi nomen dubium.
51. Araneus fuliginosus (Walckenaer, 1841); esemplare femminile reperito in Brasile e in origine ascritto all'ex-genere Epeira. Secondo un lavoro di Levi del 1991, è da considerarsi nomen dubium.
52. Araneus fulvus (Walckenaer, 1841); descrizione di un esemplare femminile, rinvenuto negli Stati Uniti e originariamente ascritto all'ex-genere Epeira; denominazione mai più comparsa in letteratura.
53. Araneus fumidus (Blackwall, 1862); esemplare maschile reperito in Brasile e in origine ascritto all'ex-genere Epeira. Secondo un lavoro di Levi del 1991, è da considerarsi nomen dubium.
54. Araneus gracilipes (Blackwall, 1862); gli esemplari, rinvenuti in Brasile e originariamente descritti nell'ex-genere Epeira, a seguito di un lavoro di Roewer del 1955, sono da ritenersi nomina dubia.
55. Araneus grammicus (Blackwall, 1862); esemplare femminile rinvenuto in Brasile e in origine ascritto nell'ex-genere Epeira. Secondo un lavoro di Levi del 1991, è da considerarsi nomen dubium.
56. Araneus hamiltoni (Rainbow, 1893); rinvenuta nel Nuovo Galles del Sud (Australia).[25]
57. Araneus heraldicus (Cantor, 1842); esemplare reperito in Cina (isola di Chusan) e in origine ascritto all'ex-genere Epeira. A seguito di un lavoro di Roewer del 1955, è da ritenersi nomen dubium.
58. Araneus hirtipes (Fabricius, 1787); esemplare femminile, rinvenuto nella Guyana francese e originariamente ascritto in Aranea; rimosso dalla sinonimia con Avicularia versicolor. A seguito di un lavoro di Fukushima & Bertani del 2017, è da ritenersi nomen dubium.
59. Araneus incertus (C. L. Koch, 1843); esemplare originariamente attribuito all'ex-genere Atea C. L. Koch, 1837, a seguito di un lavoro di Roewer del 1955, è da ritenersi nomen dubium.
60. Araneus intersectus (Fourcroy, 1785); descrizione inizialmente attribuita all'ex-denominazione Aranea L., 1758, a seguito di un lavoro di Roewer del 1955, è da ritenersi nomen dubium.
61. Araneus intrepidus Mello-Leitão, 1915; esemplare femminile rinvenuto in Brasile. Secondo un lavoro di Levi del 1991, è da considerarsi nomen dubium.
62. Araneus itatiayae Mello-Leitão, 1915; esemplare femminile rinvenuto in Brasile. Secondo un lavoro di Levi del 1991, è da considerarsi nomen dubium.
63. Araneus jaspidatus (Walckenaer, 1841); esemplare originariamente ascritto all'ex-genere Epeira. Secondo un lavoro di Levi del 1971, è da considerarsi nomen dubium.
64. Araneus jucundus (Walckenaer, 1841); esemplare proveniente da località sconosciuta, ed inizialmente descritto nell'ex-genere Epeira. A seguito di un lavoro di Roewer del 1955, è da ritenersi nomen dubium.
65. Araneus lacrymosus (Walckenaer, 1842); rinvenuta nel Nuovo Galles del Sud (Australia) e originariamente denominata Epeira lacrymosa.[25]
66. Araneus ladschicola (Strand, 1906); rinvenuta in Etiopia e originariamente ascritta in Aranea.[24]
67. Araneus lamperti (Strand, 1907); rinvenuta in Sudafrica e originariamente ascritta in Aranea.[24]
68. Araneus leai (Rainbow, 1894); rinvenuta nel Nuovo Galles del Sud (Australia) e originariamente ascritta al genere Epeira.[25]
69. Araneus lepidus (Blackwall, 1862); esemplare femminile, rinvenuto in Brasile e originariamente ascritto all'ex-genere Epeira. Secondo un lavoro di Levi del 1991, è da considerarsi nomen dubium.
70. Araneus liliputanus (Nicolet, 1849) esemplare originariamente ascritto all'ex-genere Epeira; a seguito di un lavoro di Roewer del 1955, è da ritenersi nomen dubium.
71. Araneus luteolus (Blackwall, 1862); esemplare femminile rinvenuto in Brasile e originariamente ascritto all'ex-genere Epeira. Secondo un lavoro di Levi del 1991, è da considerarsi nomen dubium.
72. Araneus malangensis Workman, 1900; esemplare maschile, reperito in Malaysia. Denominazione omessa dagli aracnologi Roewer e Bonnet.
73. Araneus marmoreus trapezius (Franganillo, 1913); esemplare femminile rinvenuto in Spagna e originariamente ascritto all'ex-genere Epeira. A seguito di un lavoro di Breitling et al., (2016b), è da ritenersi nomen dubium.
74. Araneus melanillus (Roewer, 1942a); questa denominazione riguarda un esemplare femminile rinvenuto in Nuova Zelanda da Urquhart nel 1891, inizialmente col nome Epeira melania Urquhart, 1891a, termine già in essere per altri esemplari descritti in precedenza da L. Koch nel 1871. Secondo un lavoro degli aracnologi Court & Forster del 1988, è da ritenersinomen dubium.
75. Araneus meus (Strand, 1907); rinvenuta in Sudafrica e originariamente ascritta in Aranea.[24]
76. Araneus minutellus (Roewer, 1942a); questa denominazione riguarda un esemplare femminile rinvenuto in Cile da Nicolet nel 1849, inizialmente col nome Epeira minuta Nicolet, 1849, termine già in essere per altri esemplari descritti in precedenza da Meyer nel 1790. Secondo un lavoro di Levi del 1991, è da considerarsi nomen dubium.
77. Araneus mortoni (Urquhart, 1891); rinvenuta in Tasmania e originariamente ascritta al genere Epeira.[25]
78. Araneus mucronatus (Blackwall, 1862); esemplare maschile rinvenuto in Brasile e in origine ascritto all'ex-genere Epeira. Secondo un lavoro di Levi del 1991, è da considerarsi nomen dubium.
79. Araneus multiguttatus (Blackwall, 1862); esemplare femminile rinvenuto in Brasile e in origine ascritto all'ex-genere Epeira. Secondo un lavoro di Levi del 1991, è da considerarsi nomen dubium.
80. Araneus mundatulus (Roewer, 1942); denominazione provvisoria adoperata per Epeira munda Blackwall, 1863a, e designa un esemplare femminile reperito in Brasile. tale denominazione però era precedentemente occupata da esemplari descritti da C. L. Koch nel 1836. Secondo un lavoro di Levi del 1991, è da considerarsi nomen dubium.
81. Araneus nigmanni (Strand, 1906); rinvenuta in Camerun e originariamente ascritta in Aranea.[24]
82. Araneus nigrocellatus Caporiacco, 1954; esemplare femminile, rinvenuto nella Guiana francese. Secondo un lavoro di Levi del 1991, è da considerarsi nomen dubium.
83. Araneus nigrodecoratus (Strand, 1908); esemplare juvenile rinvenuto in Togo e in origine ascritto all'ex-genere Aranea, prima ridenominato Neoscona rufipalpis nigrodecorata, a seguito di un lavoro di Nentwig et al., del 2019, è da ritenersi nomen dubium.
84. Araneus nitidus (Walckenaer, 1841); reperito in località sconosciuta ed originariamente ascritto all'ex-genere Epeira, a seguito di un lavoro di Roewer del 1955, è da ritenersi nomen dubium.
85. Araneus nobilis (Fabricius, 1798), originariamente descritto nell'ex-genere Aranea, a seguito di un lavoro di Roewer del 1955 e di uno di Bonnet del 1958, è da ritenersi nomen dubium.
86. Araneus nossibeus (Strand, 1907); rinvenuta in Madagascar e originariamente ascritta in Aranea.[24]
87. Araneus notacephalus (Urquhart, 1891); rinvenuta in Tasmania e originariamente denominata come Epeira notacephala.[25]
88. Araneus novellus Workman, 1900; esemplare femminile, rinvenuto a Singapore. Denominazione omessa dagli aracnologi Roewer e Bonnet.
89. Araneus obscurtus (Urquhart, 1893); rinvenuta in Tasmania e originariamente denominata come Epeira obscurta.[25]
90. Araneus ophir Workman, 1900; esemplare femminile, rinvenuto a Singapore. Denominazione omessa dagli aracnologi Roewer e Bonnet.
91. Araneus pahli (Strand, 1906); rinvenuta in Camerun e originariamente ascritta in Aranea.[24]
92. Araneus pallidus Workman, 1900; esemplare femminile, rinvenuto in Malaysia. Denominazione omessa dagli aracnologi Roewer e Bonnet.
93. Araneus perfoliatus Franganillo, 1930esemplare femminile reperito a Cuba; a seguito di due lavori di Levi (1971b e 1991a), è da ritenersi nomen dubium
94. Araneus perplexus (Walckenaer, 1841); esemplare femminile rinvenuto in Brasile e in origine ascritto all'ex-genere Epeira. Secondo un lavoro di Levi del 1991, è da considerarsi nomen dubium.
95. Araneus petri Simon, 1897e; esemplare giovanile rinvenuto in Paraguay. Secondo un lavoro di Levi (1991a), è da considerarsi nomen dubium.
96. Araneus phaleratus (Urquhart, 1893b); esemplare femminile rinvenuto in Tasmania.[25]
97. Araneus pronubus (Rainbow, 1894a); esemplare femminile, rinvenuto nel Nuovo Galles del Sud (Australia) e originariamente denominata Epeira pronuba.[25]
98. Araneus prostypa (Walckenaer, 1841); esemplare femminile rinvenuto in Brasile e in origine ascritto al genere Epeira. Secondo un lavoro di Levi del 1991, è da considerarsi nomen dubium.
99. Araneus prudens (Walckenaer, 1841); rinvenuto in Nuova Guinea, originariamente ascritto all'ex-genere Epeira, a seguito di un lavoro di Roewer del 1955, è da ritenersi nomen dubium.
100. Araneus punctipedellus (Strand, 1908e); esemplare juvenile rinvenuto in Africa orientale e in origine ascritto all'ex-genere Aranea, prima ridenominato Neoscona rufipalpis punctipedella, a seguito di un lavoro di Nentwig et al., del 2019, è da ritenersi nomen dubium.
101. Araneus rapaxatus (Roewer, 1942a); denominazione sostituita da Epeira rapax Blackwall, 1863a; esemplare maschile, rinvenuto in Brasile. Secondo un lavoro di Levi del 1991, è da considerarsi nomen dubium.
102. Araneus rarus (Keyserling, 1887a); esemplare maschile, rinvenuto nel Queensland (Australia).[25]
103. Araneus raui (Strand, 1907i); esemplare juvenile, rinvenuto in Camerun e originariamente ascritto in Aranea.[24]
104. Araneus rubriventer (Martini & Goeze, in Lister, 1778); originariamente ascritto in Aranea. A seguito di un lavoro di Bonnet del 1959, è da ritenersi nomen dubium.
105. Araneus russatus Workman, 1900; esemplare femminile reperito a Singapore. Denominazione omessa dagli aracnologi Roewer e Bonnet.
106. Araneus rusticus Workman, 1900; esemplare femminile, reperito in Malaysia. Denominazione omessa dagli aracnologi Roewer e Bonnet.
107. Araneus saccalava (Strand, 1907d); esemplare femminile rinvenuto in Madagascar e originariamente ascritto in Aranea.[24]
108. Araneus sacculifaciens (Hingston, 1932); esemplare femminile rinvenuto in Guyana. Secondo un lavoro di Levi del 1991, è da considerarsi nomen dubium.
109. Araneus scitulus (Blackwall, 1863); esemplare femminile rinvenuto in Brasile e in origine ascritto all'ex-genere Epeira. Secondo un lavoro di Levi del 1991, è da considerarsi nomen dubium.
110. Araneus scurrilis Workman, 1900; esemplare maschile reperito in Malaysia. Denominazione omessa dagli aracnologi Roewer e Bonnet.
111. Araneus segmentatulus (Roewer, 1942a); sostituzione del nome per Epeira segmentata Walckenaer, 1841; esemplare femminile rinvenuto negli USA; mai utilizzata, è da ritenersi nomen dubium..
112. Araneus singularis (Urquhart, 1891b); esemplare femminile rinvenuto in Tasmania, originariamente descritta come Epeira singulara.[25]
113. Araneus sinuatus (Walckenaer, 1841); rinvenuto in Asia sudorientale e originariamente ascritto all'ex-genere Epeira. A seguito di un lavoro di Roewer del 1955, è da ritenersi nomen dubium.
114. Araneus spira (Walckenaer, 1841); esemplare femminile rinvenuto in Brasile e in origine ascritto all'ex-genere Epeira. Secondo un lavoro di Levi del 1991, è da considerarsi nomen dubium.
115. Araneus spithameus (Blumenbach, 1782); originariamente ascritto in Aranea; a seguito di un lavoro di Bonnet del 1958 è da ritenersi nomen dubium.
116. Araneus striatus Clerck, 1757. A seguito di un lavoro di Alicata e Cantarella del 1994 è da ritenersi nomen dubium.
117. Araneus suavis Rainbow, 1899b; esemplare femminile reperito sull'isola di Vanuatu.[25]
118. Araneus subflavidus (Urquhart, 1893b); esemplare femminile, rinvenuto in Tasmania, originariamente descritto come Epeira sub-flavida.[25]
119. Araneus sulphureus Franganillo, 1930; esemplare femminile, rinvenuto a Cuba. Secondo un lavoro di Levi del 1991, è da considerarsi nomen dubium.
120. Araneus sumavensis Barta, 1869; esemplare rinvenuto in Boemia. Denominazione omessa dall'aracnologo Roewer.
121. Araneus uchidai Kishida, 1924; esemplare reperito in Sakhalin. A seguito di un lavoro di Marusik et al., del 1993, è da ritenersi nomen dubium.
122. Araneus urquharti (Roewer, 1942a); sostituzione del nome per Epeira similaris Rainbow, 1896a. Esemplare femminile rinvenuto nel Nuovo Galles del Sud (Australia), occupato precedentemente da Urquhart, 1891.[25]
123. Araneus variegatus (Olivier, 1789); originariamente ascritto in Aranea. A seguito di un lavoro di Roewer del 1955, è da ritenersi nomen dubium.
124. Araneus ventriosus (Urquhart, 1891b); esemplare femminile rinvenuto in Tasmania, originariamente descritto come Epeira ventriosa.[25]
125. Araneus viridanus (Urquhart, 1893); esemplare femminile rinvenuto in Nuova Zelanda e in origine ascritto all'ex-genere Epeira. A seguito di un lavoro degli aracnologi Sirvid & Vink del 2000, è da considerarsi nomen dubium.
126. Araneus viridicans (Urquhart, 1888); esemplare femminile rinvenuto in Nuova Zelanda e in origine ascritto all'ex-genere Epeira. A seguito di un lavoro degli aracnologi Court & Forster del 1988, è da considerarsi nomen dubium.
127. Araneus viridulus (Urquhart, 1891b); esemplare femminile, rinvenuto in Tasmania, originariamente descritto come Epeira viridula.[25]
128. Araneus vulpeculus (Walckenaer, 1841); esemplare femminile reperito negli USA e originariamente ascritto all'ex-genere Epeira. A seguito di uno studio dell'aracnologo Levi (1971a) è da ritenersi nomen dubium.
129. Araneus zelus (Strand, 1907a); esemplare femminile, rinvenuto in Camerun e originariamente ascritto in Aranea.[24]
130. Araneus zuluanus (Strand, 1907a); esemplare femminile, rinvenuto in Sudafrica e originariamente ascritto in Aranea.[24]

### Nomen nudum
- Araneus quinqueuncatus Simon, 1895a; esemplare femminile reperito in Sudamerica, non reperibile per ulteriori esami; è da ritenersi nomen nudum.